# Armoriale della fanteria dell'Esercito italiano
L'armoriale della Fanteria dell'Esercito italiano contiene le armi (stemmi e blasonature) delle unità facenti parte dell'Arma di Fanteria dell'Esercito Italiano e, precedentemente a questo, del Regio Esercito.

## Granatieri
| Stemma | Unità e blasonatura |
|        | Brigata meccanizzata "Granatieri di Sardegna" |
|        | 1º Reggimento "Granatieri di Sardegna" (Brigata meccanizzata "Granatieri di Sardegna") (1992-) (1659-1799, Reggimento delle Guardie 1814, Reggimento "Guardie" 1815, Brigata "Guardie" 1816, Brigata "Granatieri Guardie" 1831, 1º Reggimento "Guardie" (Brigata "Guardie") 1850, 1º Reggimento "Granatieri" (Brigata "Granatieri") 1852, 1º Reggimento "Granatieri di Sardegna" (Brigata "Granatieri di Sardegna") 1871, 1º Reggimento "Granatieri di Sardegna" 1881, 1º Reggimento "Granatieri di Sardegna" (Brigata "Granatieri di Sardegna") 1926, 1º Reggimento "Granatieri di Sardegna" (XXI Brigata di Fanteria) ?, 1º Reggimento "Granatieri di Sardegna" (21ª Divisione militare territoriale) 1934, 1º Reggimento "Granatieri di Sardegna" (Divisione di Fanteria "Granatieri di Sardegna") 1939-1943, 1º Reggimento "Granatieri di Sardegna" (21ª Divisione di Fanteria "Granatieri di Sardegna") 1944, 1º Reggimento Granatieri (Raggruppamento Granatieri) 1944, 1º Reggimento Granatieri (Gruppo di Combattimento "Friuli") 1944, 1º Reggimento Guardie 1948, 1º Reggimento "Granatieri di Sardegna" (Divisione di Fanteria "Granatieri di Sardegna") 1976-1992, 1º Battaglione Granatieri meccanizzato "Assietta" (Brigata meccanizzata "Granatieri di Sardegna") Inquartato. Il primo controinquartato; a) d'argento alla croce potenziata, accantonata da quattro crocette, il tutto d'oro (di Gerusalemme); b) fasciato d'argento e d'azzurro di dieci pezzi, al leone attraversante di rosso armato, lampassato e coronato d'oro (di Lusignano); c) d'oro, al leone di rosso armato e coronato d'argento, lampassato d'azzurro (d'Armenia); d) d'argento, al leone di rosso, con la coda bifida, decussata e ridecussata (di Lussemburgo). Il secondo partito ed innestato: a) di rosso al puledro allegro d'argento spaventato e rivoltato (di Vestfalia); b) fasciato d'oro e di nero di dieci pezzi con crancelino di verde fruttato di rosso e posto in banda (di Sassonia); c) innesto d'argento a tre puntali di guaina di spada, di rosso (2-1) (d'Angria). Il terzo partito: a) d'argento seminato di plinti neri, al leone attraversante armato e lampassato di rosso (di Chiablese); b) di nero, al leone d'argento, armato e lampassato di rosso (d'Aosta). Il quarto controinquartato: a) di rosso alla croce d'argento con un lambello d'azzurro a tre pendenti (di Piemonte); b) d'argento al capo di rosso (di Monferrato); c) ai cinque punti d'oro equipollenti a quattro d'azzurro (di Genevese); d) d'argento al capo d'azzurro (di Saluzzo). Il tutto innestato in punta d'argento all'aquila di rosso, coronata dello stesso col volo abbassato sopra un monte di tre vette uscente da un mare d'azzurro (di Nizza). Sul punto d'onore uno scudetto sannitico d'argento alla croce di rosso, accantonata da quattro teste di moro, attortigliate del campo (di Sardegna). Sul tutto uno scudetto ancile d'oro caricato dall'aquila di nero, rostrata di rosso (di Moriana). Ornamenti esteriori: - lo scudo è sormontato dalla corona turrita degli Enti Militari - lista bifida d'oro, svolazzante, collocata sotto la punta dello scudo, incurvata con la concavità rivolta verso l'alto, riportante il motto, in lettere maiuscole di nero: "A ME LE GUARDIE!" - onorificenza: accollata alla punta dello scudo con l'insegna pendente al centro del nastro con i colori della stessa, la croce di Cavaliere dell'Ordine militare d'Italia - nastri rappresentativi delle ricompense al Valore: annodati nella parte centrale non visibile della corona turrita, scendenti svolazzanti in sbarra ed in banda dal punto predetto, passando dietro la parte superiore dello scudo: 2 M.O.V.M., 3 M.A.V.M., 1 M.B.V.M. |
|        | 2º Reggimento "Granatieri di Sardegna" (Brigata "Granatieri di Sardegna") (2022-) (1744, Reggimento di Sardegna 1816, Reggimento cacciatori guardie 1848, Reggimento cacciatori (Brigata "Guardie") 1848, 2º Reggimento guardie (Brigata "Guardie") 1850, 2º Reggimento "Granatieri" (Brigata "Granatieri") 1852, 2º Reggimento "Granatieri di Sardegna" (Brigata "Granatieri di Sardegna") 1871, 2º Reggimento "Granatieri di Sardegna" 1881, 2º Reggimento "Granatieri di Sardegna" (Brigata "Granatieri di Sardegna") 1926, 2º Reggimento "Granatieri di Sardegna" (XXI Brigata di Fanteria) ?, 2º Reggimento "Granatieri di Sardegna" (21ª Divisione militare territoriale) 1934, 2º Reggimento "Granatieri di Sardegna" (Divisione di Fanteria "Granatieri di Sardegna") 1939-1943, 2º Reggimento "Granatieri di Sardegna" (21ª Divisione di Fanteria "Granatieri di Sardegna") 1976, 2º Battaglione Granatieri "Cengio" 1992-2002, 2º Reggimento "Granatieri di Sardegna" (Brigata "Granatieri di Sardegna" 2017-2022, 2º Battaglione Granatieri "Cengio" (Brigata "Granatieri di Sardegna") 2º Reggimento "Granatieri di Sardegna" Inquartato. Il primo controinquartato; a) d'argento alla croce di oro potenziata, accantonata da quattro crocette, dello stesso (di Gerusalemme); b) fasciato d'argento e d'azzurro di dieci pezzi, e caricato da un leone attraversante di rosso, armato, lampassato e coronato d'oro (di Lusignano); c) d'oro, al leone di rosso armato e coronato d'argento, lampassato d'azzurro (d'Armenia); d) d'argento, al leone di rosso, con la coda bifida, decussata e ridecussata (di Lussemburgo). Il secondo partito ed innestato: a) di rosso al puledro allegro spaventato e rivoltato, d'argento (di Vestfalia); b) fasciato d'oro e di nero di dieci pezzi caricato da un crancelino di verde fruttato di rosso attraversante sul tutto (di Sassonia); c) innesto d'argento a tre puntali di guaina di spada, di rosso (2-1) (d'Angria). Il terzo partito: a) d'argento seminato di plinti neri, al leone di nero attraversante armato e lampassato di rosso (di Chiablese); b) di nero, al leone d'argento, armato e lampassato di rosso (d'Aosta). Il quarto controinquartato: a) di rosso alla croce d'argento con un lambello d'azzurro a tre pendenti (di Piemonte); b) d'argento al capo di rosso (di Monferrato); c) scaccato d'oro e d'azzurro (5, 4) (di Genevese); d) d'argento al capo d'azzurro (di Saluzzo). Il tutto innestato in punta d'argento all'aquila di rosso, coronata dello stesso dal volo abbassato sopra un monte di tre vette, uscente da un mare d'azzurro (di Nizza). Sul punto d'onore, uno scudetto d'argento alla croce di rosso, accantonata da quattro teste di moro, attortigliate del campo (di Sardegna). In cuore uno scudetto ancile d'oro caricato da un'aquila di nero, rostrata di rosso (di Moriana). Ornamenti esteriori: - lo scudo è sormontato dalla corona turrita degli Enti Militari - lista bifida d'oro, svolazzante, collocata sotto la punta dello scudo, incurvata con la concavità rivolta verso l'alto, riportante il motto, in lettere maiuscole di nero: "A ME LE GUARDIE!" - onorificenza: accollata alla punta dello scudo con l'insegna pendente al centro del nastro con i colori della stessa, la croce di Cavaliere dell'Ordine militare d'Italia - nastri rappresentativi delle ricompense al Valore: annodati nella parte centrale non visibile della corona turrita, scendenti svolazzanti in sbarra ed in banda dal punto predetto, passando dietro la parte superiore dello scudo: 1 M.O.V.M., 3 M.A.V.M., 1 M.B.V.M., 1 M.B.V.E. |
|        | 3º Reparto Comando e Supporti Tattici Granatieri "Guardie" (Brigata meccanizzata "Granatieri di Sardegna") (2022-) (1849, Reggimento "Guardie" 1850-1850, 3º Reggimento "Granatieri Guardie" 1926, 3º Reggimento "Granatieri di Sardegna" (XXI Brigata di Fanteria) ?, 3º Reggimento "Granatieri di Sardegna" (21ª Divisione militare territoriale) 1934, 3º Reggimento "Granatieri di Sardegna" (Divisione di Fanteria "Granatieri di Sardegna") 1939-1943, 3º Reggimento "Granatieri di Sardegna e d'Albania" 1976, 3º Battaglione "Granatieri Guardie" (Brigata meccanizzata "Granatieri di Sardegna") 1992-2002, 3º Reggimento "Granatieri Guardie" (Brigata meccanizzata "Granatieri di Sardegna") Inquartato, il primo partito ed innestato: a) di rosso al puledro allegro, spaventato e rivoltato, d'argento (di Vestfalia); b) fasciato d'oro e di nero, di dieci pezzi, caricato da un crancelino di verde fruttato di rosso (di Sassonia); c) innesto d'argento a tre puntali di guaina di spada, di rosso (1-2) (d'Angria); il secondo di rosso al leone d'Etiopia d'oro passante; il terzo controinquartato: a) di rosso alla croce d'argento con lambello d'azzurro a tre pendenti (di Piemonte); b) d'argento al capo di rosso (di Monferrato); c) di nero, al leone d'argento armato e lampassato di rosso (d'Aosta); d) d'argento al capo d'azzurro (di Saluzzo); il quarto partito: a) d'argento fasciato di cinque d'azzurro (per la Campagna di Grecia); b) scaccato di rosso e di nero (per la Campagna d'Albania). In cuore uno scudetto sannitico d'argento alla croce di rosso, accantonata da quattro teste di moro, attortigliate d'argento (di Sardegna). Il tutto abbassato da un capo d'oro. Ornamenti esteriori: - lo scudo è sormontato dalla corona turrita degli Enti Militari - lista bifida: d'oro, svolazzante, collocata sotto la punta dello scudo, incurvata con la concavità rivolta verso l'alto, riportante il motto, in lettere maiuscole di nero: "A ME LE GUARDIE!" - onorificenza: accollata alla punta dello scudo con l'insegna pendente al centro del nastro con i colori della stessa, la croce di Cavaliere dell'Ordine militare d'Italia - nastro rappresentativo della ricompensa al Valore: annodato nella parte centrale non visibile della corona turrita, scendente svolazzante in sbarra dal punto predetto, passando dietro la parte superiore dello scudo: 1 M.O.V.M. |

## Fanteria
| Stemma                  | Unità e blasonatura |
|                         | 1º Reggimento "San Giusto" R.A.R. (1992-2008) 1975: 1º Battaglione fanteria motorizzato "San Giusto" 1991: 1º Battaglione "San Giusto" B.A.R. Partito: il primo inquartato: a) e d) di rosso alla croce d'argento (di Savoia moderno); b) e c) d'oro all'aquila bicipite coronata di nero (per Savoia antico); il secondo, di rosso all'alabarda [corsesca] di San Sergio d'argento in palo (di Trieste). Ornamenti esteriori: - lo scudo è sormontato dalla corona turrita degli Enti Militari - lista bifida d'oro, svolazzante, collocata sotto la punta dello scudo, incurvata con la concavità rivolta verso l'alto, riportante il motto, in lettere maiuscole di nero: "FEDELE SEMPRE" - onorificenza: accollata alla punta dello scudo con l'insegna pendente al centro del nastro con i colori della stessa, la croce di Cavaliere dell'Ordine militare d'Italia - nastri rappresentativi delle ricompense al Valore: annodati nella parte centrale non visibile della corona turrita, scendenti svolazzanti in sbarra ed in banda dal punto predetto, passando dietro la parte superiore dello scudo: 2 M.A.V.M., 1 M.B.V.M. |
|                         | 2º Reggimento fanteria "Re" Inquartato: nel 1° e 4° di rosso alla croce d'argento (di Savoia); nel 2° e 3° d'oro all'aquila bicefala coronata in volo abbassato di nero armata d'oro. |
|                         | 3º Reggimento fanteria "Piemonte" - |
|                         | 4º Reggimento fanteria ''Piemonte'' Partito: il primo di rosso alla croce d'argento (di Savoia moderna); il secondo, di azzurro al toro furioso d'oro cornato d'argento (di Torino). Sul tutto, uno scudetto banderese d'argento all'aquila spiegata dello stesso, caricato di uno scudetto ovale d'argento alla croce di rosso (di Savoia antico). |
|                         | 5º Reggimento fanteria "Aosta" (1992-) (1946: 5º Reggimento Fanteria "Aosta" 1975: 5º Battaglione fanteria motorizzata "Col della Berretta") Partito: il primo, fasciato di dieci pezzi di nero e d'oro attraversati dal crancelino di verde fiorito di rosso posto in banda (di Sassonia); il secondo, di nero, al leone d'argento armato e lampassato di rosso (d'Aosta). In cuore, sulla partitura, uno scudetto inquartato d'azzurro e di nero alle fiamme ondeggianti trifide d'argento moventi dai cantoni estremi dello scudetto; sul tutto di esso l'aquila al naturale caricata in cuore di rosso alla croce d'argento. Il tutto abbassato al capo d'oro. Ornamenti esteriori: - lo scudo è sormontato dalla corona turrita degli Enti Militari - lista bifida d'oro, svolazzante, collocata sotto la punta dello scudo, incurvata con la concavità rivolta verso l'alto, riportante il motto, in lettere maiuscole di nero: "SOTTO L'IMPETO D'AOSTA SPARVE IL NEMICO" - onorificenza: accollata alla punta dello scudo con l'insegna pendente al centro del nastro con i colori della stessa, la croce di Cavaliere dell'Ordine militare d'Italia - nastri rappresentativi delle ricompense al Valore: annodati nella parte centrale non visibile della corona turrita, scendenti svolazzanti in sbarra ed in banda dal punto predetto, passando dietro la parte superiore dello scudo: 2 M.O.V.M., 1 M.A.V.M., 1 M.B.V.M. |
|                         | 7º Reggimento fanteria "Cuneo" Inquartato: il primo d'oro all'aquila spiegata di nero, caricata in cuore di uno scudetto ovale di rosso alla croce d'argento (di Savoia antico); il secondo d'azzurro al silfio d'oro reciso, cimato da una stella d'argento (per la Cirenaica); il terzo d'azzurro a tre monti all'italiana d'argento cimati da una stella dello stesso; il quarto di rosso al palo di nero, caricato dell'elmo di Scanderbeg d'oro (per la Campagna d'Albania). In cuore uno scudetto ancile d'argento caricato di un'ancora di nero. Ornamenti esteriori - lo scudo è sormontato dalla corona turrita degli Enti Militari - lista bifida d'oro, svolazzante, collocata sotto la punta dello scudo, incurvata con la concavità rivolta verso l'alto, riportante il motto, in lettere maiuscole di nero: "LEGIO CUNEENSIS CONSTANTISSIMA" - onorificenza: accollata alla punta dello scudo con l'insegna pendente al centro del nastro con i colori della stessa, la croce di Cavaliere dell'Ordine militare d'Italia - nastri rappresentativi delle ricompense al Valore: annodati nella parte centrale non visibile della corona turrita, scendenti svolazzanti in sbarra ed in banda dal punto predetto, passando dietro la parte superiore dello scudo: 1 M.O.V.M., 3 M.A.V.M., 1 M.B.V.M., 1 M.A.V.E. |
|                         | 8º Reggimento fanteria "Cuneo" - |
|                         | 9º Reggimento fanteria "Bari" Partito: il primo troncato: a) fasciato innestato nebuloso d'argento e di nero (6) (di Bricherasio); b) inquartato d'azzurro e di nero alle fiamme ondeggianti trifide d'argento bordate d'oro moventi dai cantoni; sul tutto l'aquila al naturale caricata in petto da uno scudetto di rosso alla croce d'argento (di Savoia antico); il secondo, partito di rosso e d'argento (di Bari), attraversato da una fascia del primo (per l'Egeo) caricata da una rosa d'oro accollata alla croce di otto punte e patente, d'argento (per Rodi). In cuore sulla partitura uno scudetto ovale d'azzurro, bordato d'oro, al leone burellato d'argento e di rosso coronato e armato d'oro. Il tutto abbassato al capo d'oro. Ornamenti esteriori: - lo scudo è sormontato dalla corona turrita degli Enti Militari - lista bifida d'oro, svolazzante, collocata sotto la punta dello scudo, incurvata con la concavità rivolta verso l'alto, riportante il motto, in lettere maiuscole di nero: "AI BIANCHI GLI ARDIMENTI" - onorificenza: accollata alla punta dello scudo con l'insegna pendente al centro del nastro con i colori della stessa, la croce di Cavaliere dell'Ordine militare d'Italia - nastri rappresentativi delle ricompense al Valore: annodati nella parte centrale non visibile della corona turrita, scendenti svolazzanti in sbarra ed in banda dal punto predetto, passando dietro la parte superiore dello scudo: 2 M.O.V.M., 1 M.A.V.M., 1 M.B.V.M. |
|                         | 10º Reggimento fanteria "Regina" - |
|                         | 11º Reggimento fanteria "Casale" Partito, innestato in punta d'azzurro, all'albero d'oro fondato su una campagna di verde affiancato da due stelle d'argento: il primo, di rosso alla croce d'oro, accantonata da quattro B all'antica, affrontati, pure d'oro (per Casale Monferrato); il secondo, d'argento al capo di rosso (di Monferrato). Il tutto abbassato al capo d'oro con il quartier franco d'azzurro all'obelisco del Podgora al naturale sormontato da una stella d'oro. Ornamenti esteriori: - lo scudo è sormontato dalla corona turrita degli Enti Militari - lista bifida d'oro, svolazzante, collocata sotto la punta dello scudo, incurvata con la concavità rivolta verso l'alto, riportante il motto, in lettere maiuscole di nero: "CON IL SACRIFICIO LA GLORIA" - onorificenza: accollata alla punta dello scudo con l'insegna pendente al centro del nastro con i colori della stessa, la croce di Cavaliere dell'Ordine militare d'Italia - nastri rappresentativi delle ricompense al Valore: annodati nella parte centrale non visibile della corona turrita, scendenti svolazzanti in sbarra ed in banda dal punto predetto, passando dietro la parte superiore dello scudo: 1 M.O.V.M., 2 M.A.V.M., 1 C.d.G.V.M. |
|                         | 12º Reggimento fanteria "Casale" Inquartato. Al 1° e 4° rinquartato, al 1° e 4° di Savoia, che è di rosso alla croce d'argento, al 2° e 3° di azzurro, sul tutto una rondella di blu bordata d'oro all'aquila coronata in volo abbassato di Savoia d'oro. Al 2° e 3° il monumento sacrario di Quota Cimitero al naturale, recante le diciture "Podgora" e "1916", con sullo sfondo il profilo del Monte Pasubio al naturale, il tutto velato di lutto. |
|                         | 13º Reggimento fanteria "Pinerolo" - Ornamenti esteriori: - lo scudo è sormontato dalla corona turrita degli Enti Militari - lista bifida d'oro, svolazzante, collocata sotto la punta dello scudo, incurvata con la concavità rivolta verso l'alto, riportante il motto, in lettere maiuscole di nero: "SEMPRE PIÙ AVANTI SEMPRE PIÙ IN ALTO" - onorificenza: accollata alla punta dello scudo con l'insegna pendente al centro del nastro con i colori della stessa, la croce di Cavaliere dell'Ordine militare d'Italia - nastri rappresentativi delle ricompense al Valore: annodati nella parte centrale non visibile della corona turrita, scendenti svolazzanti in sbarra ed in banda dal punto predetto, passando dietro la parte superiore dello scudo: 2 M.O.V.M., 2 M.A.V.M., 2 M.B.V.M. |
|                         | 14º Reggimento fanteria "Pinerolo" - |
|                         | 16º Reggimento fanteria "Savona" - Ornamenti esteriori: - lo scudo è sormontato dalla corona turrita degli Enti Militari - lista bifida d'oro, svolazzante, collocata sotto la punta dello scudo, incurvata con la concavità rivolta verso l'alto, riportante il motto, in lettere maiuscole di nero: "PRONTI AD OGNI BATTAGLIA" - onorificenza: accollata alla punta dello scudo con l'insegna pendente al centro del nastro con i colori della stessa, la croce di Cavaliere dell'Ordine militare d'Italia - nastri rappresentativi delle ricompense al Valore: annodati nella parte centrale non visibile della corona turrita, scendenti svolazzanti in sbarra ed in banda dal punto predetto, passando dietro la parte superiore dello scudo: 4 M.A.V.M., 1 M.B.V.M. |
|                         | 17º Reggimento addestramento volontari "Acqui" (17º Reggimento fanteria "Acqui") 17º Battaglione fanteria "San Martino") Inquartato: il primo, d'oro all'aquila spiegata di nero caricata in cuore da uno scudetto ovale di rosso alla croce d'argento (di Savoia antico); il secondo, d'argento seminato di plinti di nero in palo e caricato da un leone di nero lampassato ed armato di rosso (del Chiablese); il terzo, di rosso alla croce d'argento (di Savoia moderno); il quarto, d'oro all'aquila spiegata di nero tenente negli artigli una lepre al naturale posta in fascia sopra una campagna di verde (d'Acqui Terme). Il tutto abbassato al capo d'oro con il quartier franco d'argento alla croce di rosso (di Cefalonia). Ornamenti esteriori: - lo scudo è sormontato dalla corona turrita degli Enti Militari - lista bifida d'oro, svolazzante, collocata sotto la punta dello scudo, incurvata con la concavità rivolta verso l'alto, riportante il motto, in lettere maiuscole di nero: "AQUENSEM LEGIONEM TIME" - onorificenza: accollata alla punta dello scudo con l'insegna pendente al centro del nastro con i colori della stessa, la croce di Cavaliere dell'Ordine militare d'Italia - nastri rappresentativi delle ricompense al Valore: annodati nella parte centrale non visibile della corona turrita, scendenti svolazzanti in sbarra ed in banda dal punto predetto, passando dietro la parte superiore dello scudo: 1 M.O.V.M., 3 M.A.V.M., 1 M.B.V.M. |
|                         | 18º Reggimento fanteria "Acqui" Inquartato, Nel 1° e 4° d'oro all'aquila in volo spiegato nera, coronata dello stesso e caricata di un ovale di Savoia, che è di rosso alla croce d'argento; nel 2° e 3° di Chiablese, che è d'argento seminato di plinti di nero in palo e caricato da un leone di nero lampassato ed armato di rosso. |
|                         | 19º Reggimento fanteria "Brescia" D'azzurro, alla leonessa rampante al naturale. |
|                         | 20º Battaglione meccanizzato "Monte San Michele" - Ornamenti esteriori: - lo scudo è sormontato dalla corona turrita degli Enti Militari - lista bifida d'oro, svolazzante, collocata sotto la punta dello scudo, incurvata con la concavità rivolta verso l'alto, riportante il motto, in lettere maiuscole di nero: "UT BRIXIA LEONES" - onorificenza: accollata alla punta dello scudo con l'insegna pendente al centro del nastro con i colori della stessa, la croce di Cavaliere dell'Ordine militare d'Italia - nastri rappresentativi delle ricompense al Valore: annodati nella parte centrale non visibile della corona turrita, scendenti svolazzanti in sbarra ed in banda dal punto predetto, passando dietro la parte superiore dello scudo: 1 M.O.V.M., 3 M.A.V.M., 1 M.B.V.M. |
|                         | 21º Reggimento fanteria "Cremona" Inquartato: nel primo, d'azzurro alla torre aperta e finestrata di nero, di due palchi merlati, fondata su un monte di tre cime di verde e sostenente un'aquila di nero dal volo spiegato (di La Spezia); nel secondo e nel terzo, d'argento alla banda d'azzurro caricata in cuore da una stella del campo; nel quarto, di rosso alla croce d'argento (d'Asti). Sul tutto uno scudetto di nero, al braccio posto in palo, vestito di rosso e d'argento di 6 pezzi, sostenente con la mano di carnagione una sfera d'oro (di Cremona). Ornamenti esteriori: - lo scudo è sormontato dalla corona turrita degli Enti Militari - lista bifida: d'oro, svolazzante, collocata sotto la punta dello scudo, incurvata con la concavità rivolta verso l'alto, riportante il motto, in lettere maiuscole di nero: "FORTITUDO MEA IN BRACHIO" - onorificenza: accollata alla punta dello scudo con l'insegna pendente al centro del nastro con i colori della stessa, la croce di Cavaliere dell'Ordine militare d'Italia - nastri rappresentativi delle ricompense al Valore: annodati nella parte centrale non visibile della corona turrita, scendenti svolazzanti in sbarra ed in banda dal punto predetto, passando dietro la parte superiore dello scudo: 2 M.A.V.M. |
|                         | 22º Reggimento fanteria "Cremona" Fasciato di rosso e d'argento, al braccio posto in palo, vestito di rosso e d'argento di 6 pezzi, sostenente con la mano di carnagione una sfera d'oro (di Cremona), e accompagnato in capo da una stella raggiata di sei, dell'ultimo e da tre stelle d'azzurro, due ai lati, sulla seconda fascia d'argento, e una in punta. Ornamenti esteriori: - lo scudo è sormontato dalla corona turrita degli Enti Militari - lista bifida d'oro, svolazzante, collocata sotto la punta dello scudo, incurvata con la concavità rivolta verso l'alto, riportante il motto, in lettere maiuscole di nero: "ALL'OMBRA DELLA BANDIERA È IL NOSTRO DESTINO" - onorificenza: accollata alla punta dello scudo con l'insegna pendente al centro del nastro con i colori della stessa, la croce di Cavaliere dell'Ordine militare d'Italia - nastri rappresentativi delle ricompense al Valore: annodati nella parte centrale non visibile della corona turrita, scendenti svolazzanti in sbarra ed in banda dal punto predetto, passando dietro la parte superiore dello scudo: 3 M.A.V.M. |
|                         | 23º Reggimento fanteria "Como" (23º Battaglione fanteria "Como") - Partito: il primo di rosso alla croce d'argento centrata ed al motto "Libertas" di nero in banda nel quarto cantone (di Como); il secondo, d'azzurro troncato: a) a tre monti all'italiana d'argento; b) al silfio d'oro reciso (per la Cirenaica). Ornamenti esteriori: - lo scudo è sormontato dalla corona turrita degli Enti Militari - lista bifida d'oro, svolazzante, collocata sotto la punta dello scudo, incurvata con la concavità rivolta verso l'alto, riportante il motto, in lettere maiuscole di nero: "FORTE NELLA PROSPERA, MIRABILE NELL'AVVERSA FORTUNA" - onorificenza: accollata alla punta dello scudo con l'insegna pendente al centro del nastro con i colori della stessa, la croce di Cavaliere dell'Ordine militare d'Italia - nastri rappresentativi delle ricompense al Valore: annodati nella parte centrale non visibile della corona turrita, scendenti svolazzanti in sbarra ed in banda dal punto predetto, passando dietro la parte superiore dello scudo: 2 M.A.V.M.,1 M.B.V.M. |
|                         | 24º Reggimento fanteria "Como" - |
|                         | 26º Reggimento fanteria "Bergamo" Inquartato: il primo partito, d'oro e di rosso (di Bergamo); il secondo, d'azzurro ad un monte di tre cime al naturale su una campagna di verde attraversata da un fiume d'azzurro; il terzo, d'azzurro al silfio d'oro reciso (per la Cirenaica); il quarto, inquartato di rosso e d'argento. Ornamenti esteriori: - lo scudo è sormontato dalla corona turrita degli Enti Militari - lista bifida d'oro, svolazzante, collocata sotto la punta dello scudo, incurvata con la concavità rivolta verso l'alto, riportante il motto, in lettere maiuscole di nero: "PIÙ ASPRA L'IMPRESA PIÙ FORTE L'ARDORE" - onorificenza: accollata alla punta dello scudo con l'insegna pendente al centro del nastro con i colori della stessa, la croce di Cavaliere dell'Ordine militare d'Italia - nastri rappresentativi delle ricompense al Valore: annodati nella parte centrale non visibile della corona turrita, scendenti svolazzanti in sbarra ed in banda dal punto predetto, passando dietro la parte superiore dello scudo: 2 M.A.V.M., 1 M.B.V.M. |
|                         | 27º Reggimento fanteria "Pavia" - onorificenza: accollata alla punta dello scudo con l'insegna pendente al centro del nastro con i colori della stessa, la croce di Cavaliere dell'Ordine militare di Savoia |
|                         | 28º Reggimento fanteria "Pavia" Inquartato: nel primo, di rosso alla croce d'argento (di Pavia); nel secondo, d'azzurro alla croce d'oro (di Parma); nel terzo, d'azzurro al silfio d'oro reciso e sormontato da una stella (5) d'argento (per la Cirenaica); nel quarto, d'azzurro all'albero al naturale movente da una pianura inquartata d'argento e di rosso ed attraversato da una lista d'argento con la parola "Fidelitas" di nero e da due fedi sovrapposte, di carnagione, manicate di rosso (di Pesaro). Sul tutto, uno scudetto d'argento al braccio destro armato in atto di piantare un virgulto di alloro in un solco praticato nella campagna, il tutto al naturale. Il tutto abbassato al capo d'oro con il quartier franco d'azzurro a tre colonne doriche al naturale cimate ciascuna da un montante d'argento e caricate da una lista pure d'argento, con la scritta "Pax" in caratteri di nero (di Levico). Ornamenti esteriori: - lo scudo è sormontato dalla corona turrita degli Enti Militari - lista bifida d'oro, svolazzante, collocata sotto la punta dello scudo, incurvata con la concavità rivolta verso l'alto, riportante il motto, in lettere maiuscole di nero: "ARDEAM DUM LUCEAM" - onorificenza: accollata alla punta dello scudo con l'insegna pendente al centro del nastro con i colori della stessa, la croce di Cavaliere dell'Ordine militare d'Italia - nastri rappresentativi delle ricompense al Valore: annodati nella parte centrale non visibile della corona turrita, scendenti svolazzanti in sbarra ed in banda dal punto predetto, passando dietro la parte superiore dello scudo: 1 M.O.V.M., 2 M.A.V.M. |
|                         | 29º Reggimento fanteria "Assietta" - |
|                         | 30º Reggimento fanteria "Pisa" Partito: nel primo di rosso, alla croce scorciata patente e pomata d'argento (di Pisa); nel secondo d'argento, alla banda d'azzurro, carica di una stella del campo. Al capo d'oro. Ornamenti esteriori: - lo scudo è sormontato dalla corona turrita degli Enti Militari - lista bifida d'oro, svolazzante, collocata sotto la punta dello scudo, incurvata con la concavità rivolta verso l'alto, riportante il motto, in lettere maiuscole di nero: "NON PROELIA SED VICTORIAS NUMERO" - onorificenza: accollata alla punta dello scudo con l'insegna pendente al centro del nastro con i colori della stessa, la croce di Cavaliere dell'Ordine militare d'Italia - nastri rappresentativi delle ricompense al Valore: annodati nella parte centrale non visibile della corona turrita, scendenti svolazzanti in sbarra ed in banda dal punto predetto, passando dietro la parte superiore dello scudo: 1 M.O.V.M.,1 M.A.V.M. |
|                         | 31º Reggimento fanteria "Siena" - onorificenza: accollata alla punta dello scudo con l'insegna pendente al centro del nastro con i colori della stessa, la croce di Cavaliere dell'Ordine militare di Savoia. |
|                         | 33º Reggimento fanteria "Livorno" - |
|                         | 34º Reggimento fanteria "Livorno" Di rosso, alla fortezza torricellata di due, al naturale, la torre di destra cimata da bandiera d’argento con la legenda FIDES in nero, astata dello stesso; la fortezza movente da un mare d’azzurro ondato d’argento. |
|                         | 35º Reggimento fanteria "Pistoia" Partito: nel primo di Pistoia, che è scaccato di rosso e d'argento di 5 tiri ed 11 file; nel secondo d'azzurro, ai tre monti al naturale. onorificenza: accollata alla punta dello scudo con l'insegna pendente al centro del nastro con i colori della stessa, la croce di Cavaliere dell'Ordine militare di Savoia. nastro azzurro rappresentativo delle ricompense al Valore militare: 1 M.A.V.M., 2 M.B.V.M. |
|                         | 37º Reggimento fanteria "Ravenna" - Ornamenti esteriori: - lo scudo è sormontato dalla corona turrita degli Enti Militari - lista bifida: d'oro, svolazzante, collocata sotto la punta dello scudo, incurvata con la concavità rivolta verso l'alto, riportante il motto, in lettere maiuscole di nero: "CELERRIMO ICTU IMPAVIDA FIDE" - onorificenza: accollata alla punta dello scudo con l'insegna pendente al centro del nastro con i colori della stessa, la croce di Cavaliere dell'Ordine militare d'Italia - nastri rappresentativi delle ricompense al Valore: annodati nella parte centrale non visibile della corona turrita, scendenti svolazzanti in sbarra ed in banda dal punto predetto, passando dietro la parte superiore dello scudo: 1 M.O.V.M., 1 M.A.V.M. |
|                         | 38º Reggimento fanteria "Ravenna" - |
|                         | 39º Reggimento fanteria "Bologna" - |
|                         | 40º Reggimento fanteria "Bologna" (40º Battaglione fanteria "Bologna") - Ornamenti esteriori: - lo scudo è sormontato dalla corona turrita degli Enti Militari - lista bifida d'oro, svolazzante, collocata sotto la punta dello scudo, incurvata con la concavità rivolta verso l'alto, riportante il motto, in lettere maiuscole di nero: "SENZA SOSTA VERSO LA GLORIA" - onorificenza: accollata alla punta dello scudo con l'insegna pendente al centro del nastro con i colori della stessa, la croce di Cavaliere dell'Ordine militare d'Italia - nastri rappresentativi delle ricompense al Valore: annodati nella parte centrale non visibile della corona turrita, scendenti svolazzanti in sbarra ed in banda dal punto predetto, passando dietro la parte superiore dello scudo: 4. M.A.V.M., 3 M.B.V.M. |
|                         | 41º Reggimento fanteria "Modena" Inquartato: il primo, d'azzurro al monte (M. Pertica) al naturale; il secondo, caricato dal leone etiopico di Giuda d'oro coronato, passante, tenente nella branca destra una croce copta dello stesso, caricata del Cristo d'argento (per la Campagna d'Etiopia); il terzo, partito di rosso e di nero, caricato dell'elmo di Scanderbeg d'oro, posto in sbarra (per la Campagna d'Albania); il quarto, d'oro alla croce d'azzurro (di Modena). Ornamenti esteriori: - lo scudo è sormontato dalla corona turrita degli Enti Militari - lista bifida d'oro, svolazzante, collocata sotto la punta dello scudo, incurvata con la concavità rivolta verso l'alto, riportante il motto, in lettere maiuscole di nero: "PER GUIDA L'ONORE, PER META LA GLORIA" - onorificenza: accollata alla punta dello scudo con l'insegna pendente al centro del nastro con i colori della stessa, la croce di Cavaliere dell'Ordine militare d'Italia (2 concessioni) - nastri rappresentativi delle ricompense al Valore: annodati nella parte centrale non visibile della corona turrita, scendenti svolazzanti in sbarra ed in banda dal punto predetto, passando dietro la parte superiore dello scudo: 2 M.A.V.M., 1 C.d.G.V.M., 1 M.B.V.E., 1 M.A.V.C. |
|                         | 42º Reggimento fanteria "Modena" Tagliato: il primo d'oro alla croce farnesiana d'azzurro; il secondo di rosso all'aquila in volo abbassato di nero, armata d'oro e lampassata di rosso, accollata dello scudo di Savoia che è di rosso alla croce d'argento. |
|                         | 43º Reggimento fanteria "Forlì" - |
|                         | 45º Reggimento fanteria "Reggio" Partito: il primo d'oro, alla croce d'azzurro (di Modena), caricata in cuore da uno scudetto d'argento alla croce di rosso accantonata dalle lettere S.P.Q.R. di nero (di Reggio nell'Emilia); il secondo, d'argento, al monte all'italiana di tre cime di verde alla burella di azzurro posta in banda. Ornamenti esteriori: - lo scudo è sormontato dalla corona turrita degli Enti Militari - lista bifida d'oro, svolazzante, collocata sotto la punta dello scudo, incurvata con la concavità rivolta verso l'alto, riportante il motto, in lettere maiuscole di nero: "CON FEDE ED IN SILENZIO" - onorificenza: accollata alla punta dello scudo con l'insegna pendente al centro del nastro con i colori della stessa, la croce di Cavaliere dell'Ordine militare d'Italia - nastro rappresentativo della ricompensa al Valore: annodato nella parte centrale non visibile della corona turrita, scendente svolazzante in sbarra ed in banda dal punto predetto, passando dietro la parte superiore dello scudo: 1 M.B.V.M. |
|                         | 46º Reggimento fanteria "Reggio" Partito, semitroncato: il primo d'oro, alla croce d'azzurro (di Modena), caricata in cuore da uno scudetto d'argento alla croce di rosso accantonata dalle lettere S.P.Q.R. di nero (di Reggio nell'Emilia); il secondo, d'azzurro, ad un monte su una campagna, il tutto al naturale, alla burella di azzurro posta in banda; il terzo, d'argento, alla burella di azzurro posta in banda, al leone etiopico di rosso, tenente nella branca destra una croce copta d'oro (per la Campagna d'Etiopia). Ornamenti esteriori: - lo scudo è sormontato dalla corona turrita degli Enti Militari - lista bifida d'oro, svolazzante, collocata sotto la punta dello scudo, incurvata con la concavità rivolta verso l'alto, riportante il motto, in lettere maiuscole di nero: "TENACIA E FERMEZZA NEL DOVERE" - onorificenza: accollata alla punta dello scudo con l'insegna pendente al centro del nastro con i colori della stessa, la croce di Cavaliere dell'Ordine militare d'Italia - nastri rappresentativi delle ricompense al Valore: annodati nella parte centrale non visibile della corona turrita, scendenti svolazzanti in sbarra ed in banda dal punto predetto, passando dietro la parte superiore dello scudo: 2 M.B.V.M. |
|                         | 47º Reggimento addestramento volontari "Ferrara" (47º Battaglione fanteria "Salento" 47º Reggimento fanteria "Ferrara") Tagliato, nel primo di rosso all'elmo di Scanderbeg d'oro, posto in sbarra (per la Campagna d'Albania); nel secondo, palato d'oro e di rosso, al delfino stizzoso, al naturale, guizzante in palo sul tutto, con la coda in alto e la testa in basso volta a destra imboccante la mezzaluna d'argento, parimenti voltata a destra (di Lecce), alla banda sulla partizione d'azzurro, al monte all'italiana di tre cime d'oro. Il tutto abbassato al capo d'oro. Ornamenti esteriori: - lo scudo è sormontato dalla corona turrita degli Enti Militari - lista bifida d'oro, svolazzante, collocata sotto la punta dello scudo, incurvata con la concavità rivolta verso l'alto, riportante il motto, in lettere maiuscole di nero: "FEDE E VALORE" - onorificenza: accollata alla punta dello scudo con l'insegna pendente al centro del nastro con i colori della stessa, la croce di Cavaliere dell'Ordine militare d'Italia - nastri rappresentativi delle ricompense al Valore: annodati nella parte centrale non visibile della corona turrita, scendenti svolazzanti in sbarra ed in banda dal punto predetto, passando dietro la parte superiore dello scudo: 2 M.O.V.M. |
|                         | 48º Reggimento fanteria "Ferrara" Partito: nel primo troncato di nero e d'argento (di Ferrara); nel secondo partito di rosso e d'argento, al braccio destro armato d'argento tenente un ramoscello d'ulivo di verde posto in palo. Al capo d'oro. Ornamenti esteriori: - lo scudo è sormontato dalla corona turrita degli Enti Militari - lista bifida d'oro, svolazzante, collocata sotto la punta dello scudo, incurvata con la concavità rivolta verso l'alto, riportante il motto, in lettere maiuscole di nero: "FEDE E VALORE" - onorificenza: accollata alla punta dello scudo con l'insegna pendente al centro del nastro con i colori della stessa, la croce di Cavaliere dell'Ordine militare d'Italia - nastri rappresentativi delle ricompense al Valore: annodati nella parte centrale non visibile della corona turrita, scendenti svolazzanti in sbarra ed in banda dal punto predetto, passando dietro la parte superiore dello scudo: 2 M.O.V.M. |
|                         | 49º Reggimento fanteria "Parma" - |
|                         | 50º Reggimento fanteria "Parma" - |
|                         | 51º Reggimento fanteria "Alpi" - |
|                         | 52º Reggimento fanteria "Alpi" - onorificenza: accollata alla punta dello scudo con l'insegna pendente al centro del nastro con i colori della stessa, la croce di Cavaliere dell'Ordine militare di Savoia. nastro azzurro rappresentativo delle ricompense al Valore militare: 1 M.O.V.M., 3 M.A.V.M. |
|                         | 53º Reggimento fanteria "Umbria" Partito: il primo di rosso, alla fascia d'argento, caricato in capo dall'aquila coronata d'oro tenente con gli artigli una breve d'argento carica del motto a carattere maiuscoli di nero S.P.Q.P. (di Palermo) e in punta dall'elmo di Scanderbeg d'oro, posto in banda (per la Campagna d'Albania); nel secondo, troncato, a) d'azzurro, al monte all'italiana di sei cime d'oro, posto sulla partizione, cimato da un falco di nero, fermo; b) fasciato d'argento e d'azzurro di otto pezzi. Il tutto abbassato da un capo d'oro con il quartier franco d'azzurro, al tridente bizantino d'oro d'Ucraina. Ornamenti esteriori: - lo scudo è sormontato dalla corona turrita degli Enti Militari - lista bifida d'oro, svolazzante, collocata sotto la punta dello scudo, incurvata con la concavità rivolta verso l'alto, riportante il motto, in lettere maiuscole di nero: "SENTO IN CUOR L'ANTICA PATRIA" - onorificenza: accollata alla punta dello scudo con l'insegna pendente al centro del nastro con i colori della stessa, la croce di Cavaliere dell'Ordine militare d'Italia - nastri rappresentativi delle ricompense al Valore: annodati nella parte centrale non visibile della corona turrita, scendenti svolazzanti in sbarra ed in banda dal punto predetto, passando dietro la parte superiore dello scudo: 1 M.O.V.M., 3 M.A.V.M. |
|                         | 54º Reggimento fanteria "Umbria" - |
| (1934-1938) (1938-1943) | 55º Reggimento fanteria "Marche" - |
|                         | 56º Reggimento fanteria "Marche" - |
|                         | 57º Reggimento fanteria "Abruzzi" (57º Battaglione fanteria "Abruzzi") Inquartato: nel primo, d'argento, all'aquila dal volo abbassato di nero, coronata, rostrata, linguata ed armata d'oro, accostata in capo dalle lettere maiuscole di nero P.H.S. (dell'Aquila); nel secondo, d'azzurro a due palme al naturale, fruttate d'oro, nodrite e sormontate da due stelle d'argento (per la Tripolitania); nel terzo, d'azzurro alla muraglia d'argento, torricellata di tre, merlata alla ghibellina, la centrale più elevata, sormontata da una stella d'argento, aperta, finestrata e murata di nero, il tutto su una terrazza di verde (di Gorizia); nel quarto, d'argento a tre fasce convesse di nero (di Sora). Ornamenti esteriori: - lo scudo è sormontato dalla corona turrita degli Enti Militari - lista bifida d'oro, svolazzante, collocata sotto la punta dello scudo, incurvata con la concavità rivolta verso l'alto, riportante il motto, in lettere maiuscole di nero: "NELLA BANDIERA È LA MIA GLORIA" - onorificenza: accollata alla punta dello scudo con l'insegna pendente al centro del nastro con i colori della stessa, la croce di Cavaliere dell'Ordine militare d'Italia - nastri rappresentativi delle ricompense al Valore: annodati nella parte centrale non visibile della corona turrita, scendenti svolazzanti in sbarra ed in banda dal punto predetto, passando dietro la parte superiore dello scudo: 3 M.A.V.M. |
|                         | 58º Reggimento fanteria "Abruzzi" - |
|                         | 59º Reggimento fanteria "Calabria" (59º Battaglione fanteria "Calabria") - Ornamenti esteriori: - lo scudo è sormontato dalla corona turrita degli Enti Militari - lista bifida: d'oro, svolazzante, collocata sotto la punta dello scudo, incurvata con la concavità rivolta verso l'alto, riportante il motto, in lettere maiuscole di nero: "ACRITER IN HOSTES" - onorificenza: accollata alla punta dello scudo con l'insegna pendente al centro del nastro con i colori della stessa, la croce di Cavaliere dell'Ordine militare d'Italia - nastri rappresentativi delle ricompense al Valore: annodati nella parte centrale non visibile della corona turrita, scendenti svolazzanti in sbarra ed in banda dal punto predetto, passando dietro la parte superiore dello scudo: 1 M.A.V.M., 1 M.A.V.E. |
|                         | 60º Battaglione fanteria "Col di Lana" (60º Reggimento fanteria "Calabria") Inquartato: nel primo, controinquartato alla croce d'azzurro sull'inquartatura (di Modena): il 1º di rosso alla croce d'oro accantonata da quattro lettere greche B affrontate due a due del secondo (di Casale Monferrato); il 2º e 3º d'oro; il 4º d'azzurro all'aquila spiegata di nero, coronata dello stesso, sollevante una lepre al naturale posta in fascia, al capo di rosso alla croce d'argento (d'Acqui Terme); nel secondo, inquartato in croce di S. Andrea: il 1º e 3º d'oro ai quattro pali di rosso (d'Aragona), il 2º e 4º d'argento alla croce potenziata di nero (il tutto, di Calabria); nel terzo, d'azzurro al monte al naturale (M. Tomba) cimato di una stella d'argento; nel quarto, partito: il 1º d'argento alla croce di rosso accantonata dalle lettere maiuscole S.P.Q.R. di nero (di Reggio nell'Emilia), il 2º d'argento al filetto d'azzurro posto in banda ed al leone di rosso tenente nella branca destra una croce del Calvario d'oro caricata del Cristo in argento, posto sul tutto (d'Abissinia). Ornamenti esteriori: - lo scudo è sormontato dalla corona turrita degli Enti Militari - lista bifida d'oro, svolazzante, collocata sotto la punta dello scudo, incurvata con la concavità rivolta verso l'alto, riportante il motto, in lettere maiuscole di nero: "CON FEDE OLTRE LA GLORIA" - onorificenza: accollata alla punta dello scudo con l'insegna pendente al centro del nastro con i colori della stessa, la croce di Cavaliere dell'Ordine militare d'Italia - nastri rappresentativi delle ricompense al Valore: annodati nella parte centrale non visibile della corona turrita, scendenti svolazzanti in sbarra ed in banda dal punto predetto, passando dietro la parte superiore dello scudo: 1 M.A.V.M., 2 M.B.V.M. |
|                         | 61º Reggimento fanteria "Sicilia" - |
|                         | 62º Reggimento fanteria corazzata "Sicilia" (62º Reggimento fanteria "Sicilia") Inquartato: il primo, d'argento, all'aquila di nero, con le ali legate a trifoglio, d'oro, rostrata e armata dello stesso, allumata e linguata di rosso, il petto caricato da tre fiammelle, dello stesso, poste 2, 1, con gli artigli su un monte di quattro cime di verde (di Trento); il secondo, d'azzurro a due monti al naturale (Passo Buole); il terzo, d'azzurro al silfio d'oro reciso, posto in palo (di Cirenaica); il quarto, d'argento, all'aquila coronata di nero. Ornamenti esteriori: - lo scudo è sormontato dalla corona turrita degli Enti Militari - lista bifida d'oro, svolazzante, collocata sotto la punta dello scudo, incurvata con la concavità rivolta verso l'alto, riportante il motto, in lettere maiuscole di nero: "VIRTUTE SUPERO" - onorificenza: accollata alla punta dello scudo con l'insegna pendente al centro del nastro con i colori della stessa, la croce di Cavaliere dell'Ordine militare d'Italia - nastri rappresentativi delle ricompense al Valore: annodati nella parte centrale non visibile della corona turrita, scendenti svolazzanti in sbarra ed in banda dal punto predetto, passando dietro la parte superiore dello scudo: 2 M.A.V.M., 2 M.B.V.M. |
|                         | 63º Reggimento fanteria "Cagliari" Di rosso, alla pergola d'argento caricato in capo, al leone etiopico di Giuda d'oro coronato, passante, tenente nella branca destra una croce copta dello stesso, caricata del Cristo d'argento (per la Campagna d'Etiopia); a destra, un monte all'italiana di tre cime d'oro e a sinistra l'elmo di Scanderbeg dello stesso, posto in sbarra (per la Campagna d'Albania). Ornamenti esteriori: - lo scudo è sormontato dalla corona turrita degli Enti Militari - lista bifida d'oro, svolazzante, collocata sotto la punta dello scudo, incurvata con la concavità rivolta verso l'alto, riportante il motto, in lettere maiuscole di nero: "PROCEDERE NON RECEDERE" - onorificenza: accollata alla punta dello scudo con l'insegna pendente al centro del nastro con i colori della stessa, la croce di Cavaliere dell'Ordine militare d'Italia (2 concessioni) - nastri rappresentativi delle ricompense al Valore: annodati nella parte centrale non visibile della corona turrita, scendenti svolazzanti in sbarra ed in banda dal punto predetto, passando dietro la parte superiore dello scudo: 2 M.A.V.M., 1 M.B.V.M., 1 C.d.G.V.M. |
|                         | 65º Reggimento fanteria "Valtellina" - |
|                         | 66º Reggimento fanteria aeromobile "Trieste" (66º Reggimento fanteria "Valtellina") Inquartato in croce di S. Andrea: nel primo, di rosso a due sciabole d'argento in decusse - quella di destra a lama diritta, sormontate da un listello d'argento con la scritta a lettere maiuscole di nero "CUSTOZA"; nel secondo, d'azzurro a due spade manicate d'oro decussate e ridecussate con due rami di palma al naturale; il tutto sormontato da un giglio d'oro (per Sondrio); nel terzo, d'azzurro al silfio d'oro reciso, posto in palo (di Cirenaica); nel quarto, d'oro, all'aquila dal volo spiegato di nero, tenente nell'artiglio destro uno scudetto ovale di rosso alla croce d'argento, posto in banda, e, con il sinistro, uno scudetto pure ovale d'argento in sbarra, alla fascia dello stesso con il motto a caratteri maiuscoli di nero "LIBERTAS" (di Forlì). Il tutto abbassato al capo d'oro. Ornamenti esteriori: - lo scudo è sormontato dalla corona turrita degli Enti Militari - lista bifida d'oro, svolazzante, collocata sotto la punta dello scudo, incurvata con la concavità rivolta verso l'alto, riportante il motto, in lettere maiuscole di nero: "OSANDO VINCO" - onorificenza: accollata alla punta dello scudo con l'insegna pendente al centro del nastro con i colori della stessa, la croce di Cavaliere dell'Ordine militare d'Italia - nastri rappresentativi delle ricompense al Valore: annodati nella parte centrale non visibile della corona turrita, scendenti svolazzanti in sbarra ed in banda dal punto predetto, passando dietro la parte superiore dello scudo: 1 M.O.V.M., 1 M.O.V.E., 1 M.A.V.E., 1 M.B.V.E. |
|                         | 67º Reggimento fanteria corazzata "Legnano" (67º Reggimento fanteria "Palermo") Partito: il primo, di rosso all'aquila spiegata d'oro, coronata dello stesso e sostenente una lista d'argento caricata dalle lettere maiuscole S.P.Q.P. in nero (di Palermo), il tutto attraversato da una cotissa d'azzurro; il secondo troncato: a) di rosso al leone d'argento, b) d'argento all'albero disseccato di rosso piantato sul terreno brullo al naturale (di Legnano). Sulla partitura, un palo troncato di rosso e di nero caricato in cuore dall'elmo di Scanderbeg d'oro, posto in sbarra (per la Campagna d'Albania). Il tutto abbassato al capo d'oro, sostenuto da una trangla d'argento, caricata da un palo di rosso a due gemelle d'azzurro, col quartier franco partito: a) di rosso al leone d'argento, b) d'azzurro, alla torre al naturale accostata da due cipressi, fondata su campagna di verde attraversata da una strada, al naturale, in sbarra (di Montecassino). Ornamenti esteriori: - lo scudo è sormontato dalla corona turrita degli Enti Militari - lista bifida d'oro, svolazzante, collocata sotto la punta dello scudo, incurvata con la concavità rivolta verso l'alto, riportante il motto, in lettere maiuscole di nero: "UBI GLORIA IBI SUM" - onorificenza: accollata alla punta dello scudo con l'insegna pendente al centro del nastro con i colori della stessa, la croce di Cavaliere dell'Ordine militare d'Italia - nastri rappresentativi delle ricompense al Valore: annodati nella parte centrale non visibile della corona turrita, scendenti svolazzanti in sbarra ed in banda dal punto predetto, passando dietro la parte superiore dello scudo: 1 M.O.V.M., 1 M.B.V.M., 1 C.d.G.V.M. |
|                         | 68º Battaglione fanteria "Palermo" - Ornamenti esteriori: - lo scudo è sormontato dalla corona turrita degli Enti Militari - lista bifida d'oro, svolazzante, collocata sotto la punta dello scudo, incurvata con la concavità rivolta verso l'alto, riportante il motto, in lettere maiuscole di nero: "OMNIUM VIRTUTIBUS AEMULARE" - onorificenza: accollata alla punta dello scudo con l'insegna pendente al centro del nastro con i colori della stessa, la croce di Cavaliere dell'Ordine militare d'Italia - nastri rappresentativi delle ricompense al Valore: annodati nella parte centrale non visibile della corona turrita, scendenti svolazzanti in sbarra ed in banda dal punto predetto, passando dietro la parte superiore dello scudo: 1 M.A.V.M., 1 M.B.V.M., 1 C.d.G.V.M. |
|                         | 69º Reggimento fanteria "Ancona" - |
|                         | 70º Reggimento fanteria "Ancona" - |
|                         | 71º Reggimento fanteria "Puglie" - |
|                         | 72º Reggimento fanteria "Puglie" Tagliato: nel primo, di rosso all'aquila bicipite di nero (per l'Albania); nel secondo, d'azzurro al monte all'italiana di tre cime d'argento, accostato in punta da un fiume ondato dello stesso. Ornamenti esteriori: - lo scudo è sormontato dalla corona turrita degli Enti Militari - lista bifida d'oro, svolazzante, collocata sotto la punta dello scudo, incurvata con la concavità rivolta verso l'alto, riportante il motto, in lettere maiuscole di nero: "VICTORIA NOBIS VITA" - onorificenza: accollata alla punta dello scudo con l'insegna pendente al centro del nastro con i colori della stessa, la croce di Cavaliere dell'Ordine militare d'Italia - nastro rappresentativo della ricompensa al Valore: annodato nella parte centrale non visibile della corona turrita, scendente svolazzante in sbarra ed in banda dal punto predetto, passando dietro la parte superiore dello scudo: 1 M.B.V.M. |
|                         | 73º Reggimento fanteria "Lombardia" Inquartato: il primo d'azzurro, caricato da una granata d'oro fiammeggiata al naturale; il secondo, d'argento, alla croce di rosso (di Milano); il terzo, d'argento, al castello d'oro, murato, aperto e finestrato di tre di nero, torricellato di due, lateralmente, fondato su una campagna di verde (di Spoleto); il quarto, d'azzurro, al monte all'italiana di sei cime d'oro, cimato da falcone di nero. Il tutto abbassato da un capo d'oro. Ornamenti esteriori: - lo scudo è sormontato dalla corona turrita degli Enti Militari - lista bifida d'oro, svolazzante, collocata sotto la punta dello scudo, incurvata con la concavità rivolta verso l'alto, riportante il motto, in lettere maiuscole di nero: "VACERRIMUS HOSTIBUS" - onorificenza: accollata alla punta dello scudo con l'insegna pendente al centro del nastro con i colori della stessa, la croce di Cavaliere dell'Ordine militare d'Italia - nastri rappresentativi delle ricompense al Valore: annodati nella parte centrale non visibile della corona turrita, scendenti svolazzanti in sbarra ed in banda dal punto predetto, passando dietro la parte superiore dello scudo: 1 M.O.V.M., 1 M.A.V.M., 1 M.B.V.M., 1 M.A.V.E. |
|                         | 74º Reggimento fanteria "Lombardia" Inquartato. Il primo e nel quarto di Lombardia, che è d'argento alla croce di rosso; nel secondo e nel terzo d'azzurro alla granata fiammeggiata ad una punta d'argento. onorificenza: accollata alla punta dello scudo con l'insegna pendente al centro del nastro con i colori della stessa, la croce di Cavaliere dell'Ordine militare di Savoia. |
|                         | 75º Reggimento fanteria "Napoli" - Ornamenti esteriori: - lo scudo è sormontato dalla corona turrita degli Enti Militari - lista bifida d'oro, svolazzante, collocata sotto la punta dello scudo, incurvata con la concavità rivolta verso l'alto, riportante il motto, in lettere maiuscole di nero: "IGNIS IN CORDE" - onorificenza: accollata alla punta dello scudo con l'insegna pendente al centro del nastro con i colori della stessa, la croce di Cavaliere dell'Ordine militare d'Italia - nastri rappresentativi delle ricompense al Valore: annodati nella parte centrale non visibile della corona turrita, scendenti svolazzanti in sbarra ed in banda dal punto predetto, passando dietro la parte superiore dello scudo: 3 M.A.V.M. |
|                         | 76º Reggimento fanteria "Napoli" Troncato d'oro e di rosso (di Napoli), caricato in cuore di uno scudetto partito: nel primo d'argento a due rami fogliati di verde, posti in cerchio (di Reims), al capo d'azzurro seminato di gigli d'oro (Capo di Francia antica); nel secondo, d'azzurro al bastione d'oro murato di nero, aperto del campo e munito di due torri laterali cimate quella di destra da una banderuola di rosso, quella di sinistra da un leone d'oro (di Catania). Ornamenti esteriori: - lo scudo è sormontato dalla corona turrita degli Enti Militari - lista bifida d'oro, svolazzante, collocata sotto la punta dello scudo, incurvata con la concavità rivolta verso l'alto, riportante il motto, in lettere maiuscole di nero: "CON L'ARDIRE LA GLORIA" - onorificenza: accollata alla punta dello scudo con l'insegna pendente al centro del nastro con i colori della stessa, la croce di Cavaliere dell'Ordine militare d'Italia - nastri rappresentativi delle ricompense al Valore: annodati nella parte centrale non visibile della corona turrita, scendenti svolazzanti in sbarra ed in banda dal punto predetto, passando dietro la parte superiore dello scudo: 2 M.A.V.M., 1 M.B.V.M., 1 M.A.V.E., 1 M.A.V.C. |
|                         | 77º Reggimento fanteria "Lupi di Toscana" Troncato semipartito; nel 1º di Savoia che è d'argento alla croce di rosso; nel 2º d'azzurro alla granata d'argento fiammeggiata a otto punte dello stesso, accantonata di quattro fiamme a tre punte di rosso convergenti verso il centro; nel 3º d'azzurro alle due teste di lupo rivoltate d'argento. |
|                         | 78º Reggimento fanteria "Lupi di Toscana" (78º Reggimento fanteria "Lupi di Toscana" 78º Reggimento fanteria "Toscana") Partito semitroncato: il primo, d'argento al giglio bottonato di rosso (di Firenze); il secondo, d'azzurro a tre monti al naturale, ristretti, accompagnati in alto da due stelle d'argento; il terzo, di rosso all'elmo di Scanderbeg d'oro, posto in sbarra (per la Campagna d'Albania). Il tutto abbassato al capo d'oro, con il quartier franco di rosso alla burella d'argento, a due teste di lupo rivoltate, sul tutto. Ornamenti esteriori: - lo scudo è sormontato dalla corona turrita degli Enti Militari - lista bifida d'oro, svolazzante, collocata sotto la punta dello scudo, incurvata con la concavità rivolta verso l'alto, riportante il motto, in lettere maiuscole di nero: "TUSCI AB HOSTIUM GREGE LEGIO VOCATI LUPORUM" - onorificenza: accollata alla punta dello scudo con l'insegna pendente al centro del nastro con i colori della stessa, la croce di Cavaliere dell'Ordine militare d'Italia - nastri rappresentativi delle ricompense al Valore: annodati nella parte centrale non visibile della corona turrita, scendenti svolazzanti in sbarra ed in banda dal punto predetto, passando dietro la parte superiore dello scudo: 1 M.O.V.M., 2 M.A.V.M., 1 M.A.V.E. |
|                         | 79º Reggimento fanteria "Roma" - |
|                         | 80º Reggimento fanteria "Roma" Inquartato: il primo, d'azzurro alla banda d'oro doppio merlata; il secondo e il terzo, di rosso alla lupa capitolina d'oro (per Roma); il quarto, d'azzurro, al braccio destro armato impugnante un virgulto di alloro, il tutto al naturale. Il tutto abbassato al capo d'oro, al quartier franco d'azzurro caricato dal tridente d'Ucraina d'oro. Ornamenti esteriori: - lo scudo è sormontato dalla corona turrita degli Enti Militari - lista bifida d'oro, svolazzante, collocata sotto la punta dello scudo, incurvata con la concavità rivolta verso l'alto, riportante il motto, in lettere maiuscole di nero: "NEL NOME DI ROMA" - onorificenza: accollata alla punta dello scudo con l'insegna pendente al centro del nastro con i colori della stessa, la croce di Cavaliere dell'Ordine militare d'Italia - nastri rappresentativi delle ricompense al Valore: annodati nella parte centrale non visibile della corona turrita, scendenti svolazzanti in sbarra ed in banda dal punto predetto, passando dietro la parte superiore dello scudo: 2 M.O.V.M., 1 M.B.V.M. |
|                         | 82º Reggimento fanteria "Torino" Partito d'azzurro e d'argento al toro furioso partito d'oro e d'azzurro (per Torino), sormontato in capo nel primo punto da tre stelle d'argento poste in fascia. Il tutto al capo d'oro con il quartier franco d'azzurro caricato del tridente d'Ucraina d'oro. Ornamenti esteriori: - lo scudo è sormontato dalla corona turrita degli Enti Militari - lista bifida d'oro, svolazzante, collocata sotto la punta dello scudo, incurvata con la concavità rivolta verso l'alto, riportante il motto, in lettere maiuscole di nero: "CREDO E VINCO" - onorificenza: accollata alla punta dello scudo con l'insegna pendente al centro del nastro con i colori della stessa, la croce di Cavaliere dell'Ordine militare d'Italia - nastri rappresentativi delle ricompense al Valore: annodati nella parte centrale non visibile della corona turrita, scendenti svolazzanti in sbarra ed in banda dal punto predetto, passando dietro la parte superiore dello scudo: 1 M.O.V.M., 3 M.A.V.M., 1 M.B.V.E. |
|                         | 83º Reggimento fanteria "Venezia" - |
|                         | 84º Reggimento fanteria "Venezia" (84º Battaglione fanteria "Venezia") D'azzurro, al leone di San Marco d'oro, posto su una campagna di verde ed accompagnato da un braccio destro armato d'argento in atto di piantare un virgulto di alloro in un solco praticato nella campagna stessa. Il tutto abbassato al capo d'oro. Ornamenti esteriori: - lo scudo è sormontato dalla corona turrita degli Enti Militari - lista bifida d'oro, svolazzante, collocata sotto la punta dello scudo, incurvata con la concavità rivolta verso l'alto, riportante il motto, in lettere maiuscole di nero: "SEMPER IMMOTA FIDES" - onorificenza: accollata alla punta dello scudo con l'insegna pendente al centro del nastro con i colori della stessa, la croce di Cavaliere dell'Ordine militare d'Italia - nastri rappresentativi delle ricompense al Valore: annodati nella parte centrale non visibile della corona turrita, scendenti svolazzanti in sbarra ed in banda dal punto predetto, passando dietro la parte superiore dello scudo: 2 M.O.V.M., 2 M.A.V.M., 1 M.B.V.M. |
|                         | 85º Reggimento addestramento volontari "Verona" Partito, semitroncato: il primo, d'azzurro alla croce d'oro (di Verona); il secondo, di rosso ad un palo di nero caricato dell'elmo di Scanderbeg d'oro, posto in sbarra (per la Campagna d'Albania); il terzo, di rosso al silfio d'oro reciso (di Cirenaica). Ornamenti esteriori: - lo scudo è sormontato dalla corona turrita degli Enti Militari - lista bifida d'oro, svolazzante, collocata sotto la punta dello scudo, incurvata con la concavità rivolta verso l'alto, riportante il motto, in lettere maiuscole di nero: "COMBATTERE DA PRODI" - onorificenza: accollata alla punta dello scudo con l'insegna pendente al centro del nastro con i colori della stessa, la croce di Cavaliere dell'Ordine militare d'Italia - nastro rappresentativo della ricompensa al Valore: annodato nella parte centrale non visibile della corona turrita, scendente svolazzante in sbarra ed in banda dal punto predetto, passando dietro la parte superiore dello scudo: 1 M.A.V.M. |
|                         | 86º Reggimento fanteria "Verona" - |
|                         | 87º Reggimento fanteria "Friuli" (87º Battaglione fanteria "Senio") - Ornamenti esteriori: - lo scudo è sormontato dalla corona turrita degli Enti Militari - lista bifida d'oro, svolazzante, collocata sotto la punta dello scudo, incurvata con la concavità rivolta verso l'alto, riportante il motto, in lettere maiuscole di nero: "ATTACCO TRAVOLGO VINCO" (nella versione del Regno d'Italia la lista bifida era orizzontale sotto la punta dello scudo e colorata come le mostrine del reggimento). - onorificenza: accollata alla punta dello scudo con l'insegna pendente al centro del nastro con i colori della stessa, la croce di Cavaliere dell'Ordine militare d'Italia - nastro rappresentativo della ricompensa al Valore: annodato nella parte centrale non visibile della corona turrita, scendente svolazzante in sbarra ed in banda dal punto predetto, passando dietro la parte superiore dello scudo: 1 M.A.V.M. |
|                         | 88º Reggimento fanteria "Friuli" - |
|                         | 89º Reggimento fanteria "Salerno" Fasciato d'oro e di rosso, alla banda d'azzurro a tre gigli d'oro (di Borbone). Il tutto al capo d'oro con il quartier franco d'azzurro caricato del tridente bizantino d'Ucraina d'oro. Ornamenti esteriori: - lo scudo è sormontato dalla corona turrita degli Enti Militari - lista bifida d'oro, svolazzante, collocata sotto la punta dello scudo, incurvata con la concavità rivolta verso l'alto, riportante il motto, in lettere maiuscole di nero: "NON CHIEDO DOVE" (nella versione del Regno d'Italia la lista bifida era orizzontale sotto la punta dello scudo e colorata come le mostrine del reggimento). - onorificenza: accollata alla punta dello scudo con l'insegna pendente al centro del nastro con i colori della stessa, la croce di Cavaliere dell'Ordine militare d'Italia - nastri rappresentativi delle ricompense al Valore: annodati nella parte centrale non visibile della corona turrita, scendenti svolazzanti in sbarra ed in banda dal punto predetto, passando dietro la parte superiore dello scudo: 1 M.O.V.M., 3 M.A.V.M., 2 C.d.G.V.M. |
|                         | 90º Reggimento fanteria "Salerno" - onorificenza: croce di Cavaliere dell'Ordine militare d'i Savoia |
|                         | 91º Battaglione fanteria "Lucania" (91º Reggimento fanteria "Basilicata") Inquartato in Croce di S. Andrea: nel primo, d'azzurro al silfio d'oro reciso (di Cirenaica); nel secondo, d'argento alla fascia ondata d'azzurro caricata da tre filetti d'argento (per la Basilicata); nel terzo, d'azzurro alla banda cucita di rosso, attraversata da un leone d'oro, coronato dello stesso e sormontato da tre stelle d'argento ordinate in fascia (di Potenza); nel quarto, d'argento ad un monte all'italiana di tre cime d'azzurro, 1, 2. Ornamenti esteriori: - lo scudo è sormontato dalla corona turrita degli Enti Militari - lista bifida d'oro, svolazzante, collocata sotto la punta dello scudo, incurvata con la concavità rivolta verso l'alto, riportante il motto, in lettere maiuscole di nero: "UBICUMQUE VICTORES" - onorificenza: accollata alla punta dello scudo con l'insegna pendente al centro del nastro con i colori della stessa, la croce di Cavaliere dell'Ordine militare d'Italia - nastri rappresentativi delle ricompense al Valore: annodati nella parte centrale non visibile della corona turrita, scendenti svolazzanti in sbarra ed in banda dal punto predetto, passando dietro la parte superiore dello scudo: 1 M.A.V.M., 1 M.B.V.M., 1 M.A.V.E. |
|                         | 92º Reggimento fanteria "Basilicata" Inquartato: nel primo, partito: a) d'azzurro a cinque colonne ioniche con base a trabeazione, al naturale, poste in prospettiva; b) d'argento all'aquila dal volo abbassato, coronata di nero (di Matera); nel secondo, d'oro all'aquila coronata dello stesso, dimezzata, uscente da una fascia di tre onde d'azzurro (per Potenza); nel terzo, di rosso al silfio d'oro reciso (di Cirenaica); nel quarto, d'azzurro, al monte all'italiana di tre cime d'argento, 1, 2. Ornamenti esteriori: - lo scudo è sormontato dalla corona turrita degli Enti Militari - lista bifida d'oro, svolazzante, collocata sotto la punta dello scudo, incurvata con la concavità rivolta verso l'alto, riportante il motto, in lettere maiuscole di nero: "VENI NEC RECEDAM" - onorificenza: accollata alla punta dello scudo con l'insegna pendente al centro del nastro con i colori della stessa, la croce di Cavaliere dell'Ordine militare d'Italia - nastri rappresentativi delle ricompense al Valore: annodati nella parte centrale non visibile della corona turrita, scendenti svolazzanti in sbarra ed in banda dal punto predetto, passando dietro la parte superiore dello scudo: 2 M.A.V.M., 1 M.B.V.M. |
|                         | 93º Reggimento fanteria "Messina" - |
|                         | 94º Reggimento fanteria "Messina" - |
|                         | 114º Reggimento fanteria "Mantova" Troncato, alla fascia d'azzurro sulla troncatura caricata di una stella d'argento: nel primo, d'argento bordato di rosso alla croce dello stesso caricata di un lambello d'azzurro di tre pendenti (di Mantova); nel secondo, sbarrato d'argento e di rosso, caricato della muraglia cimata di tre torri, merlate alla ghibellina, il tutto al naturale, aperto, finestrato e murato di nero, su un ristretto di verde (di Gorizia). Ornamenti esteriori: - lo scudo è sormontato dalla corona turrita degli Enti Militari - lista bifida d'oro, svolazzante, collocata sotto la punta dello scudo, incurvata con la concavità rivolta verso l'alto, riportante il motto, in lettere maiuscole di nero: "CON VIRTÙ ANTICA PER NUOVE GLORIE" - onorificenza: accollata alla punta dello scudo con l'insegna pendente al centro del nastro con i colori della stessa, la croce di Cavaliere dell'Ordine militare d'Italia - nastri rappresentativi delle ricompense al Valore: annodati nella parte centrale non visibile della corona turrita, scendenti svolazzanti in sbarra ed in banda dal punto predetto, passando dietro la parte superiore dello scudo: 1 M.A.V.M., 1 M.A.V.E. |
|                         | 115º Reggimento fanteria "Treviso" - |
|                         | 116º Reggimento fanteria "Treviso" - |
|                         | 120º Battaglione di fanteria d'arresto "Fornovo" Inquartato d'azzurro e di rosso in croce di S. Andrea: nel primo e nel terzo, a tre teste di leone coronate, in maestà, ben ordinate, d'oro e lampassate di rosso (di Dalmazia); nel secondo e nel quarto, al monte all'italiana di tre colli d'oro, 1, 2. Ornamenti esteriori: - lo scudo è sormontato dalla corona turrita degli Enti Militari - lista bifida d'oro, svolazzante, collocata sotto la punta dello scudo, incurvata con la concavità rivolta verso l'alto, riportante il motto, in lettere maiuscole di nero: "PIÙ FORTE DEL DESTINO" - onorificenza: accollata alla punta dello scudo con l'insegna pendente al centro del nastro con i colori della stessa, la croce di Cavaliere dell'Ordine militare d'Italia - nastri rappresentativi delle ricompense al Valore: annodati nella parte centrale non visibile della corona turrita, scendenti svolazzanti in sbarra ed in banda dal punto predetto, passando dietro la parte superiore dello scudo: 1 M.A.V.M., 2 M.B.V.M., 1 M.B.V.E. |
|                         | 121º Reggimento fanteria "Macerata" Semipartito troncato: nel primo, di rosso, al monte all'italiana di sei colli, d'argento, 1, 2, 3, sostenuto dalla linea di partizione; nel secondo, d'azzurro, a tre teste di leone coronate, in maestà, ben ordinate, d'oro e lampassate di rosso (di Dalmazia); nel terzo, d'oro, a tre virgulti d'alloro, di verde, nodriti nella campagna dello stesso. Ornamenti esteriori: - lo scudo è sormontato dalla corona turrita degli Enti Militari - lista bifida d'oro, svolazzante, collocata sotto la punta dello scudo, incurvata con la concavità rivolta verso l'alto, riportante il motto, in lettere maiuscole di nero: "SEMPER VICTORIA CONFIDO" - onorificenza: accollata alla punta dello scudo con l'insegna pendente al centro del nastro con i colori della stessa, la croce di Cavaliere dell'Ordine militare d'Italia - nastro rappresentativo della ricompensa al Valore: annodato nella parte centrale non visibile della corona turrita, scendente svolazzante in sbarra ed in banda dal punto predetto, passando dietro la parte superiore dello scudo: 1 M.A.V.M. |
|                         | 123º Reggimento fanteria "Chieti" Partito semitroncato: nel primo, di rosso, alla croce d'argento, accantonata da quattro chiavi d'oro, poste in fascia, con gli ingegni attigui al braccio verticale della croce e all'ingiù (di Chieti); nel secondo, d'azzurro, al monte all'italiana di tre colli, d'argento, 1, 2, fondato sulla partizione; nel terzo, d'argento, all'aquila di nero, con le ali legate a trifoglio, d'oro, rostrata e armata dello stesso, allumata e linguata di rosso, il petto caricato da tre fiammelle, dello stesso, poste 2, 1 (di Trento). Ornamenti esteriori: - lo scudo è sormontato dalla corona turrita degli Enti Militari - lista bifida d'oro, svolazzante, collocata sotto la punta dello scudo, incurvata con la concavità rivolta verso l'alto, riportante il motto, in lettere maiuscole di nero: "CON RINNOVATO ARDOR" - onorificenza: accollata alla punta dello scudo con l'insegna pendente al centro del nastro con i colori della stessa, la croce di Cavaliere dell'Ordine militare d'Italia. |
|                         | 130º Reggimento fanteria "Perugia" Inquartato: il primo, di rosso al grifone d'argento, coronato d'oro (di Perugia); il secondo, d'azzurro, a tre monti all'italiana d'argento, sormontati da un fiume dello stesso; il terzo, d'azzurro, all'elmo di Scanderbeg d'oro, posto in sbarra (per la Campagna d'Albania); il quarto, partito: a) d'argento alla croce rossa; b) di rosso al cavaliere chiuso in un'armatura d'argento su un cavallo inalberato impugnante un pennone banderuolato d'argento alla croce di rosso (di Spoleto). Ornamenti esteriori: - lo scudo è sormontato dalla corona turrita degli Enti Militari - lista bifida d'oro, svolazzante, collocata sotto la punta dello scudo, incurvata con la concavità rivolta verso l'alto, riportante il motto, in lettere maiuscole di nero: "FATA VIRTUTE ASSECUTI" - onorificenza: accollata alla punta dello scudo con l'insegna pendente al centro del nastro con i colori della stessa, la croce di Cavaliere dell'Ordine militare d'Italia - nastro rappresentativo della ricompensa al Valore: annodato nella parte centrale non visibile della corona turrita, scendente svolazzante in sbarra ed in banda dal punto predetto, passando dietro la parte superiore dello scudo: 1 M.A.V.M. |
|                         | 141º Reggimento fanteria "Catanzaro" Inquartato: il primo controinquartato in Croce di S. Andrea: a) e d), d'oro a quattro pali di rosso (d'Aragona); b) e c), d'argento alla croce potenziata di nero (il tutto, di Calabria); il secondo, d'azzurro al silfio d'oro reciso (di Cirenaica); il terzo, d'azzurro ad una catena di monti al naturale fondati su una campagna di verde; il quarto, di rosso all'aquila romana d'oro dal volo spiegato, tenente con gli artigli una fascia caricata dalle lettere "S.P.Q.P." in caratteri di nero (di Palermo). Il tutto abbassato al capo d'oro. Ornamenti esteriori: - lo scudo è sormontato dalla corona turrita degli Enti Militari - lista bifida d'oro, svolazzante, collocata sotto la punta dello scudo, incurvata con la concavità rivolta verso l'alto, riportante il motto, in lettere maiuscole di nero: "PER LA PATRIA" - onorificenza: accollata alla punta dello scudo con l'insegna pendente al centro del nastro con i colori della stessa, la croce di Cavaliere dell'Ordine militare d'Italia - nastro rappresentativo della ricompensa al Valore: annodato nella parte centrale non visibile della corona turrita, scendente svolazzante in sbarra ed in banda dal punto predetto, passando dietro la parte superiore dello scudo: 1 M.O.V.M. |
|                         | 151º Reggimento fanteria "Sassari" D'argento alla croce di rosso (per la Sardegna), caricata di un scudo inquartato: nel primo e nel quarto, d'azzurro alla croce d'argento; nel secondo e nel terzo, di rosso alla torre pure d'argento terrazzata su una campagna di verde (di Sassari). Il tutto abbassato ad un capo d'oro con il quartier franco troncato d'azzurro e di verde caricato da un angelo armato. Ornamenti esteriori: - lo scudo è sormontato dalla corona turrita degli Enti Militari - lista bifida d'oro, svolazzante, collocata sotto la punta dello scudo, incurvata con la concavità rivolta verso l'alto, riportante il motto, in lettere maiuscole di nero: "SA VIDA PRO SA PATRIA" - onorificenza: accollata alla punta dello scudo con l'insegna pendente al centro del nastro con i colori della stessa, la croce di Cavaliere dell'Ordine militare d'Italia - nastri rappresentativi delle ricompense al Valore: annodati nella parte centrale non visibile della corona turrita, scendenti svolazzanti in sbarra ed in banda dal punto predetto, passando dietro la parte superiore dello scudo: 2 M.O.V.M., 1 M.O.V.E. |
|                         | 152º Reggimento fanteria "Sassari" D'azzurro, caricato di un scudo inquartato: nel primo e nel quarto, d'azzurro alla croce d'argento; nel secondo e nel terzo, di rosso alla torre pure d'argento terrazzata su una campagna di verde (di Sassari). Il tutto abbassato ad un capo d'oro. Ornamenti esteriori: - lo scudo è sormontato dalla corona turrita degli Enti Militari - lista bifida d'oro, svolazzante, collocata sotto la punta dello scudo, incurvata con la concavità rivolta verso l'alto, riportante il motto, in lettere maiuscole di nero: "SA VIDA PRO SA PATRIA" - onorificenza: accollata alla punta dello scudo con l'insegna pendente al centro del nastro con i colori della stessa, la croce di Cavaliere dell'Ordine militare d'Italia - nastri rappresentativi delle ricompense al Valore: annodati nella parte centrale non visibile della corona turrita, scendenti svolazzanti in sbarra ed in banda dal punto predetto, passando dietro la parte superiore dello scudo: 2 M.O.V.M., 1 M.O.V.E. |
|                         | 157º Reggimento fanteria "Liguria" Partito: il primo, d'argento alla croce di rosso (di Genova), caricato in cuore da uno scudetto partito: a) di rosso al castello al naturale, torricellato di due pezzi alla ghibellina, sormontato sulla torre di destra da una banderuola bifida d'argento (di Livorno); b) di rosso alla croce d'argento (di Savoia); il secondo, d'azzurro, all'albero sradicato, al naturale, fruttato d'oro, attorcigliato da un serpente dello stesso coronato ed illuminato di nero (di Bengasi). Il tutto abbassato al capo d'oro con quartier franco d'azzurro caricato della testa di leone d'oro sormontata da due stelle dello stesso poste in fascia. Ornamenti esteriori: - lo scudo è sormontato dalla corona turrita degli Enti Militari - lista bifida d'oro, svolazzante, collocata sotto la punta dello scudo, incurvata con la concavità rivolta verso l'alto, riportante il motto, in lettere maiuscole di nero: "IN OGNI RISCHIO E CON OGNI ARME BRAVI" - onorificenza: accollata alla punta dello scudo con l'insegna pendente al centro del nastro con i colori della stessa, la croce di Cavaliere dell'Ordine militare d'Italia - nastri rappresentativi delle ricompense al Valore: annodati nella parte centrale non visibile della corona turrita, scendenti svolazzanti in sbarra ed in banda dal punto predetto, passando dietro la parte superiore dello scudo: 2 M.O.V.M., 2 M.A.V.M. |
|                         | 158º Reggimento fanteria "Liguria" - |
|                         | 225º Reggimento fanteria "Arezzo" Inquartato: il primo, d'argento, al cavallo rivolto, allegro, inalberato di nero (d'Arezzo); il secondo, d'azzurro caricato da una gladio romano d'argento, manicato d'oro, posto in palo, la punta verso l'alto; il terzo, di rosso al palo di nero, all'elmo di Scanderbeg d'oro, posto in sbarra (per la Campagna d'Albania); il quarto, d'argento, al filetto d'azzurro posto in banda, al leone di rosso tenente nella branca destra una croce del Calvario d'oro caricata del Cristo in argento, posto sul tutto (per la Campagna d'Etiopia). Il tutto abbassato al capo d'oro con il quartier franco d'azzurro caricato da un monte all'italiana di tre cime, d'argento, 1, 2. Ornamenti esteriori: - lo scudo è sormontato dalla corona turrita degli Enti Militari - lista bifida d'oro, svolazzante, collocata sotto la punta dello scudo, incurvata con la concavità rivolta verso l'alto, riportante il motto, in lettere maiuscole di nero: "UBI NOS IBI VICTORIA" - onorificenza: accollata alla punta dello scudo con l'insegna pendente al centro del nastro con i colori della stessa, la croce di Cavaliere dell'Ordine militare d'Italia - nastri rappresentativi delle ricompense al Valore: annodati nella parte centrale non visibile della corona turrita, scendenti svolazzanti in sbarra ed in banda dal punto predetto, passando dietro la parte superiore dello scudo: 1 M.O.V.M., 1 M.A.V.M., 1 M.B.V.M. |
|                         | 226º Reggimento fanteria "Arezzo" - |
|                         | 231º Reggimento fanteria "Avellino" Semitroncato, partito: il primo, di rosso alla corona d'oro di tre fioroni a due perle (Provincia di Avellino); il secondo, d'argento al filetto d'azzurro posto in banda; il terzo, di rosso al palo di nero, al cavallo allegro d'oro posto sul tutto. Il tutto abbassato al capo d'oro col quartier franco d'azzurro a tre monti degradanti posti sopra una campagna attraversata da un fiume, il tutto al naturale. Ornamenti esteriori: - lo scudo è sormontato dalla corona turrita degli Enti Militari - lista bifida d'oro, svolazzante, collocata sotto la punta dello scudo, incurvata con la concavità rivolta verso l'alto, riportante il motto, in lettere maiuscole di nero: "NON VI È SOSTA SE NON NELLA CIMA" - onorificenza: accollata alla punta dello scudo con l'insegna pendente al centro del nastro con i colori della stessa, la croce di Cavaliere dell'Ordine militare d'Italia - nastri rappresentativi delle ricompense al Valore: annodati nella parte centrale non visibile della corona turrita, scendenti svolazzanti in sbarra ed in banda dal punto predetto, passando dietro la parte superiore dello scudo: 1 M.O.V.M., 1 M.B.V.M. |
|                         | 232º Reggimento fanteria "Avellino" - |
|                         | 235º Reggimento fanteria "Piceno" - Ornamenti esteriori: - lo scudo è sormontato dalla corona turrita degli Enti Militari - lista bifida d'oro, svolazzante, collocata sotto la punta dello scudo, incurvata con la concavità rivolta verso l'alto, riportante il motto, in lettere maiuscole di nero: "SEMPRE NELLA VITTORIA" - onorificenza: accollata alla punta dello scudo con l'insegna pendente al centro del nastro con i colori della stessa, la croce di Cavaliere dell'Ordine militare d'Italia - nastro rappresentativo della ricompensa al Valore: annodato nella parte centrale non visibile della corona turrita, scendente svolazzante in sbarra ed in banda dal punto predetto, passando dietro la parte superiore dello scudo: 1 M.A.V.M. |
|                         | 244º Reggimento fanteria "Cosenza" Trinciato: nel primo- d'argento, alla crocetta potenziata di nero; nel secondo- d'azzurro, alla stella del primo sostenuta da una trangla ondata dello stesso. Ornamenti esteriori: - lo scudo è sormontato dalla corona turrita degli Enti Militari - lista bifida d'oro, svolazzante, collocata sotto la punta dello scudo, incurvata con la concavità rivolta verso l'alto, riportante il motto, in lettere maiuscole di nero: " "PERSISTO E VINCO" - onorificenza: accollata alla punta dello scudo con l'insegna pendente al centro del nastro con i colori della stessa, la croce di Cavaliere dell'Ordine militare d'Italia - nastro rappresentativo della ricompensa al Valore: annodato nella parte centrale non visibile della corona turrita, scendente svolazzante in sbarra ed in banda dal punto predetto, passando dietro la parte superiore dello scudo: 1 M.A.V.M. |
|                         | 33º Battaglione fanteria d'arresto "Ardenza" Inquartato d'azzurro e d'argento, in croce di S. Andrea; il primo, all'aquila coronata d'oro; il secondo, al leone d'azzurro, armato e lampassato di rosso; il terzo, a due sciabole d'azzurro incrociate, una lama ricurva austriaca e una lama diritta italiana, attraversante, le punte verso l'insù e all'infuori; il quarto, allo scaglione d'oro. Ornamenti esteriori: - lo scudo è sormontato dalla corona turrita degli Enti Militari - lista bifida d'oro, svolazzante, collocata sotto la punta dello scudo, incurvata con la concavità rivolta verso l'alto, riportante il motto, in lettere maiuscole di nero: "COL SACRIFICIO LA GLORIA" - onorificenza: accollata alla punta dello scudo con l'insegna pendente al centro del nastro con i colori della stessa, la croce di Cavaliere dell'Ordine militare d'Italia - nastri rappresentativi delle ricompense al Valore: annodati nella parte centrale non visibile della corona turrita, scendenti svolazzanti in sbarra ed in banda dal punto predetto, passando dietro la parte superiore dello scudo: 2 M.A.V.M. |
|                         | 52º Battaglione fanteria d'arresto "Alpi" Partito: il primo, d'azzurro a tre monti nevati al naturale, sormontati da tre corni da caccia d'oro, imboccati, guaniti e legati di rosso, uno sull'altro; il secondo, fasciato di rosso e d'argento di sei pezzi, caricato da un braccio destro armato, tenente un ramoscello di alloro, il tutto al naturale, al capo di rosso alla croce d'argento. Il tutto abbassato ad un capo d'oro con il quartier franco d'azzurro, al veliero d'oro di tre vele spiegate d'argento, cimate del tricolore italiano e sormontato da tre corone d'oro disposte in fascia. Ornamenti esteriori: - lo scudo è sormontato dalla corona turrita degli Enti Militari - lista bifida d'oro, svolazzante, collocata sotto la punta dello scudo, incurvata con la concavità rivolta verso l'alto, riportante il motto, in lettere maiuscole di nero: "OBBEDISCO" - onorificenza: accollata alla punta dello scudo con l'insegna pendente al centro del nastro con i colori della stessa, la croce di Cavaliere dell'Ordine militare d'Italia - nastri rappresentativi delle ricompense al Valore: annodati nella parte centrale non visibile della corona turrita, scendenti svolazzanti in sbarra ed in banda dal punto predetto, passando dietro la parte superiore dello scudo: 1 M.O.V.M., 3 M.A.V.M., 3 M.B.V.M., 1 M.B.V.E. |

## Bersaglieri
| Stemma | Unità e blasonatura |
|        | 1º Reggimento bersaglieri Inquartato: il primo, d'azzurro, al palo di rosso alla burella di nero, caricato dell'elmo di Scanderbeg d'oro, posto in sbarra, affiancato da due stelle d'argento; il secondo, d'azzurro al toro furioso d'oro difeso d'argento (di Torino); il terzo, inquartato: nel 1º e 4º, d'argento alla croce di rosso, col capo d'Angiò; nel 2º e 3º, d'azzurro al motto "Libertas" in lettere d'oro, posto in banda (di Bologna); il quarto, d'azzurro, alla quercia nodrita sulla pianura erbosa; il tutto al naturale, il tronco accostato alle sigle O.C. di nero (di Civitavecchia). Il tutto abbassato al capo d'oro col quartier franco inquartato: nel 1º di rosso alla croce d'argento; nel 2º troncato: a) d'oro all'aquila spiegata di nero, coronata, rostrata e membrata del campo; b) ritroncato: sopra, fasciato di nero e d'argento, sotto, di rosso pieno; nel 3º troncato: sopra, d'argento all'aquila spiegata di nero, coronata rostrata e piotata d'oro; sotto, campo di cielo alla campagna erbosa ed alberata al cervo che si abbevera ad una fonte, presso una quercia; il tutto al naturale; nel 4º, di rosso al castello merlato alla ghibellina, torricellato di uno, a destra d'argento, murato di nero, finestrato di tre, 1-2 del campo (Provincia di Pavia). Ornamenti esteriori: - lo scudo è sormontato dalla corona turrita degli Enti Militari - lista bifida d'oro, svolazzante, collocata sotto la punta dello scudo, incurvata con la concavità rivolta verso l'alto, riportante il motto, in lettere maiuscole di nero: "ICTU IMPETUQUE PRIMUS" - onorificenza: accollata alla punta dello scudo con l'insegna pendente al centro del nastro con i colori della stessa, la croce di Cavaliere dell'Ordine militare d'Italia (2 concessioni) - nastri rappresentativi delle ricompense al Valore: annodati nella parte centrale non visibile della corona turrita, scendenti svolazzanti in sbarra ed in banda dal punto predetto, passando dietro la parte superiore dello scudo: 1 M.O.V.M., 2 M.A.V.M., 11 M.B.V.M. |
|        | 2º Reggimento bersaglieri Inquartato: il primo, d'argento al leone d'azzurro, armato e lampassato di rosso (di Brescia); il secondo, d'azzurro, al ponte levatoio d'oro (di Governolo); il terzo, d'azzurro allo scaglione accompagnato in capo da una fascia ondosa (per il fiume Isonzo), il tutto d'oro; il quarto, d'argento a due sciabole d'azzurro incrociate, una lama ricurva austriaca e una lama diritta italiana, attraversante, le punte verso l'insù e all'infuori, accompagnate da due stelle dello stesso in fascia (per Custoza). Nel punto d'onore, uno scudetto di rosso, bordato di porpora, al palo di nero, caricato dell'elmo di Scanderbeg d'oro (per la Campagna d'Albania). Ornamenti esteriori: - lo scudo è sormontato dalla corona turrita degli Enti Militari - lista bifida d'oro, svolazzante, collocata sotto la punta dello scudo, incurvata con la concavità rivolta verso l'alto, riportante il motto, in lettere maiuscole di nero: "NULLI SECUNDUS" - onorificenza: accollata alla punta dello scudo con l'insegna pendente al centro del nastro con i colori della stessa, la croce di Cavaliere dell'Ordine militare d'Italia (2 concessioni) - nastri rappresentativi delle ricompense al Valore: annodati nella parte centrale non visibile della corona turrita, scendenti svolazzanti in sbarra ed in banda dal punto predetto, passando dietro la parte superiore dello scudo: 2 M.A.V.M., 4 M.B.V.M., 1 M.A.V.E., 1 M.B.V.E. |
|        | 3º Reggimento bersaglieri Di porpora, al capriolo d'oro accostato da due corni da caccia dello stesso, ornati da un fiocco verde ed accompagnato in punta dal tridente d'Ucraina pure d'oro. Il tutto abbassato al capo d'oro. Ornamenti esteriori: - lo scudo è sormontato dalla corona turrita degli Enti Militari - lista bifida d'oro, svolazzante, collocata sotto la punta dello scudo, incurvata con la concavità rivolta verso l'alto, riportante il motto, in lettere maiuscole di nero: "MAIORA VIRIBUS AUDERE" - onorificenza: accollata alla punta dello scudo con l'insegna pendente al centro del nastro con i colori della stessa, la croce di Cavaliere dell'Ordine militare d'Italia (2 concessioni) - nastri rappresentativi delle ricompense al Valore: annodati nella parte centrale non visibile della corona turrita, scendenti svolazzanti in sbarra ed in banda dal punto predetto, passando dietro la parte superiore dello scudo: 3 M.O.V.M., 3 M.A.V.M., 3 M.B.V.M., 1 M.A.V.E. |
|        | 4º Reggimento bersaglieri Inquartato e bordato di nero: il 1° di cremisi all'aquila dei Ferrero della Marmora, che è bicipite di nero con due coronette dello stesso, in volo abbasato armata di rosso; il 2° di cremisi al fascio littorio al naturale cinto di nastro d'azzurro con code svolazzanti; il 3° di cremisi al corno da caccia d'oro fasciato di nastro di verde con fiocchi dello stesso alle estremità; il 4° di cremisi al leone dei Ferrero della Marmora, che è d'azzurro armato e lampassato di rosso. Ornamenti esteriori: - Corona Reale di Savoia - lista: di pergamena al naturale, svolazzante, collocata sotto la punta dello scudo, riportante il motto: "VIS ANIMUS IMPETUS". |
|        | 5º Reggimento bersaglieri Inquartato e bordato di nero: il 1° di cremisi all'aquila dei Ferrero della Marmora, che è bicipite di nero con due coronette dello stesso, in volo abbasato armata di rosso; il 2° di cremisi al fascio littorio al naturale cinto di nastro d'azzurro con code svolazzanti; il 3° di cremisi al corno da caccia d'oro fasciato di nastro di verde con fiocchi dello stesso alle estremità; il 4° di cremisi al leone dei Ferrero della Marmora, che è d'azzurro armato e lampassato di rosso. Ornamenti esteriori: - Corona Reale di Savoia - lista: di pergamena al naturale, svolazzante, collocata sotto la punta dello scudo, riportante il motto: "NULLA VIA IMPERVIA". |
|        | 6º Reggimento bersaglieri Partito d'argento e d'azzurro: il primo, alla torre di San Martino, fondata su un ristretto di campagna e dalla strada d'accesso, il tutto al naturale; il secondo, d'azzurro, alla fascia d'argento, caricata da una stella del primo ed accompagnata in capo da due sciabole d'oro incrociate, una lama ricurva austriaca e una lama diritta italiana, attraversante, le punte verso l'insù e all'infuori (per Custoza), ed in punta da una fascia ondata d'argento. Il tutto abbassato ad un capo d'oro al quartier franco d'azzurro caricato del tridente bizantino d'Ucraina d'oro. Ornamenti esteriori: - lo scudo è sormontato dalla corona turrita degli Enti Militari - lista bifida d'oro, svolazzante, collocata sotto la punta dello scudo, incurvata con la concavità rivolta verso l'alto, riportante il motto, in lettere maiuscole di nero: "... E VINCERE BISOGNA" - onorificenza: accollata alla punta dello scudo con l'insegna pendente al centro del nastro con i colori della stessa, la croce di Cavaliere dell'Ordine militare d'Italia (2 concessioni) - nastri rappresentativi delle ricompense al Valore: annodati nella parte centrale non visibile della corona turrita, scendenti svolazzanti in sbarra ed in banda dal punto predetto, passando dietro la parte superiore dello scudo: 2 M.O.V.M., 4 M.B.V.M., 1 M.A.V.E. |
|        | 7º Reggimento bersaglieri Interzato in palo: il primo, d'argento, alla doppia merlatura di porpora in fascia, accompagnato in capo da una rosa araldica di rosso bottonata d'argento (per la Crimea) e in punta da due sciabole d'acciaio, al naturale, incrociate, una lama ricurva austriaca e una lama diritta italiana, attraversante, le punte verso l'insù e all'infuori (per Custoza); il secondo, d'azzurro alla torre di San Martino, fondata su un ristretto di campagna e dalla strada d'accesso, il tutto d'argento, finestrata di nero; il terzo, d'argento alle gemelle ondate d'azzurro, sormontate da una croce biforcata di rosso (di Santo Stefano). Il tutto abbassato ad un capo d'oro col quartier franco di azzurro al silfio d'oro di Cirenaica. Ornamenti esteriori: - lo scudo è sormontato dalla corona turrita degli Enti Militari - lista bifida d'oro, svolazzante, collocata sotto la punta dello scudo, incurvata con la concavità rivolta verso l'alto, riportante il motto, in lettere maiuscole di nero: "CELERITATE AC VIRTUTE" - onorificenza: accollata alla punta dello scudo con l'insegna pendente al centro del nastro con i colori della stessa, la croce di Cavaliere dell'Ordine militare d'Italia - nastri rappresentativi delle ricompense al Valore: annodati nella parte centrale non visibile della corona turrita, scendenti svolazzanti in sbarra ed in banda dal punto predetto, passando dietro la parte superiore dello scudo: 1 M.O.V.M., 1 M.A.V.M., 2 M.B.V.M. |
|        | 8º Reggimento bersaglieri D'azzurro, alla banda nebulosa d'argento, accostata a sinistra da un silfio reciso d'oro di Cirenaica, alla campagna di rosso alla croce d'argento (Novara). Il tutto abbassato al capo d'oro. Ornamenti esteriori: - lo scudo è sormontato dalla corona turrita degli Enti Militari - lista bifida d'oro, svolazzante, collocata sotto la punta dello scudo, incurvata con la concavità rivolta verso l'alto, riportante il motto, in lettere maiuscole di nero: "VELOX AD IMPETUM" - onorificenza: accollata alla punta dello scudo con l'insegna pendente al centro del nastro con i colori della stessa, la croce di Cavaliere dell'Ordine militare d'Italia - nastri rappresentativi delle ricompense al Valore: annodati nella parte centrale non visibile della corona turrita, scendenti svolazzanti in sbarra ed in banda dal punto predetto, passando dietro la parte superiore dello scudo: 2 M.O.V.M., 1 M.A.V.M., 5 M.B.V.M., 1 M.O.V.E., 1 M.A.V.E., 1 M.A.V.C. |
|        | 9º Reggimento bersaglieri Inquartato e bordato di nero: il 1° di cremisi all'aquila dei Ferrero della Marmora, che è bicipite di nero con due coronette dello stesso, in volo abbasato armata di rosso; il 2° di cremisi al fascio littorio al naturale cinto di nastro d'azzurro con code svolazzanti; il 3° di cremisi al corno da caccia d'oro fasciato di nastro di verde con fiocchi dello stesso alle estremità; il 4° di cremisi al leone dei Ferrero della Marmora, che è d'azzurro armato e lampassato di rosso. Ornamenti esteriori - lista: di pergamena al naturale, svolazzante, collocata sotto la punta dello scudo, riportante il motto: "INVICTE ALACRITER CELERRIME". |
|        | 10º Reggimento bersaglieri Inquartato e bordato di nero: il 1° di cremisi all'aquila dei Ferrero della Marmora, che è bicipite di nero con due coronette dello stesso, in volo abbasato armata di rosso; il 2° di cremisi al fascio littorio al naturale cinto di nastro d'azzurro con code svolazzanti; il 3° di cremisi al corno da caccia d'oro fasciato di nastro di verde con fiocchi dello stesso alle estremità; il 4° di cremisi al leone dei Ferrero della Marmora, che è d'azzurro armato e lampassato di rosso. Ornamenti esteriori - lista: di pergamena al naturale, svolazzante, collocata sotto la punta dello scudo, riportante il motto: "IN FLAMINE FLAMMA". |
|        | 11º Reggimento bersaglieri Partito: il primo, d'argento alla colonna spezzata sul basamento, al naturale, accostata in capo da due silfi recisi di rosso di Cirenaica; il secondo, d'azzurro ad un monte all'italiana di tre cime d'oro, 1, 2, uscenti dalla punta, sormontato da due gemelle dello stesso, ondate, poste in fascia. Il tutto abbassato ad un capo d'oro caricato dal quartier franco d'azzurro alla palma di verde, fruttata di due d'oro, fondata su una campagna di verde (di Tripolitania). Ornamenti esteriori: - lo scudo è sormontato dalla corona turrita degli Enti Militari - lista bifida d'oro, svolazzante, collocata sotto la punta dello scudo, incurvata con la concavità rivolta verso l'alto, riportante il motto, in lettere maiuscole di nero: "QUIS ULTRA?" - onorificenza: accollata alla punta dello scudo con l'insegna pendente al centro del nastro con i colori della stessa, la croce di Cavaliere dell'Ordine militare d'Italia - nastri rappresentativi delle ricompense al Valore: annodati nella parte centrale non visibile della corona turrita, scendenti svolazzanti in sbarra ed in banda dal punto predetto, passando dietro la parte superiore dello scudo: 1 M.O.V.M., 4 M.A.V.M., 1 M.B.V.M, 1 C.d.G.V.M., 1 M.B.V.E. |
|        | 12º Reggimento bersaglieri Interzato in palo: il primo, d'azzurro, al castello con cortina diroccato d'argento, finestrato di nero, torricellato di due pezzi, uno cilindrico, l'altro quadrangolare (Castel di Borgo); il secondo, d'argento, alla sbarra ridotta di porpora accostata a destra da tre stelle alpine al naturale e a sinistra da un silfio reciso di rosso di Cirenaica; il terzo, d'azzurro, a un monte all'italiana di tre cime d'oro, 1, 2, uscenti dalla punta e sormontati in capo da una fascia ridotta ondata d'oro (fiume Isonzo). Il tutto abbassato ad un capo d'oro col quartier franco d'azzurro caricato da un gladietto d'argento manicato d'oro posto in palo. Ornamenti esteriori: - lo scudo è sormontato dalla corona turrita degli Enti Militari - lista bifida d'oro, svolazzante, collocata sotto la punta dello scudo, incurvata con la concavità rivolta verso l'alto, riportante il motto, in lettere maiuscole di nero: "VICTORIA NOBIS VITA" - onorificenza: accollata alla punta dello scudo con l'insegna pendente al centro del nastro con i colori della stessa, la croce di Cavaliere dell'Ordine militare d'Italia - nastri rappresentativi delle ricompense al Valore: annodati nella parte centrale non visibile della corona turrita, scendenti svolazzanti in sbarra ed in banda dal punto predetto, passando dietro la parte superiore dello scudo: 1 M.O.V.M., 2 M.A.V.M., 2 M.B.V.M., 1 M.A.V.E. |
|        | 18º Reggimento bersaglieri Partito: nel primo tagliato d'azzurro e d'argento caricato del tridente bizantino d'Ucraina dai colori dell'uno nell'altro; nel secondo d'azzurro ai tre gigli d'oro, 2, 1 (di Francia moderna). Il tutto abbassato ad un capo d'oro con quartier franco d'argento caricato da una sbarra dello stesso. Ornamenti esteriori: - lo scudo è sormontato dalla corona turrita degli Enti Militari - lista bifida d'oro, svolazzante, collocata sotto la punta dello scudo, incurvata con la concavità rivolta verso l'alto, riportante il motto, in lettere maiuscole di nero: "INVITTO E PRONTO A RINNOVAR LE GLORIE" - onorificenza: accollata alla punta dello scudo con l'insegna pendente al centro del nastro con i colori della stessa, la croce di Cavaliere dell'Ordine militare d'Italia - nastri rappresentativi delle ricompense al Valore: annodati nella parte centrale non visibile della corona turrita, scendenti svolazzanti in sbarra ed in banda dal punto predetto, passando dietro la parte superiore dello scudo: 1 M.O.V.M., 2 M.O.V.E. |
|        | 11º Battaglione bersaglieri "Caprera" - Ornamenti esteriori: - lo scudo è sormontato dalla corona turrita degli Enti Militari - lista bifida d'oro, svolazzante, collocata sotto la punta dello scudo, incurvata con la concavità rivolta verso l'alto, riportante il motto, in lettere maiuscole di nero: "OBBEDISCO" - onorificenza: accollata alla punta dello scudo con l'insegna pendente al centro del nastro con i colori della stessa, la croce di Cavaliere dell'Ordine militare d'Italia - nastri rappresentativi delle ricompense al Valore: annodati nella parte centrale non visibile della corona turrita, scendenti svolazzanti in sbarra ed in banda dal punto predetto, passando dietro la parte superiore dello scudo: 1 M.O.V.M., 3 M.A.V.M., 1 M.B.V.E. |
|        | 14º Battaglione bersaglieri "Sernaglia" Inquartato d'azzurro e di rosso: il primo, a due sciabole d'oro incrociate, una lama ricurva austriaca e una lama diritta italiana, attraversante, le punte verso l'insù e all'infuori (per Custoza); il secondo, al silfio reciso d'oro di Cirenaica; il terzo, all'elmo di Skanderbeg d'oro, posto in sbarra (per la Campagna d'Albania); il quarto, alla burella ondata abbassata d'argento, sormontata da un monte all'italiana di tre cime dello stesso, 1, 2. Ornamenti esteriori: - lo scudo è sormontato dalla corona turrita degli Enti Militari - lista bifida d'oro, svolazzante, collocata sotto la punta dello scudo, incurvata con la concavità rivolta verso l'alto, riportante il motto, in lettere maiuscole di nero: "NULLA VIA IMPERVIA" - onorificenza: accollata alla punta dello scudo con l'insegna pendente al centro del nastro con i colori della stessa, la croce di Cavaliere dell'Ordine militare d'Italia - nastri rappresentativi delle ricompense al Valore: annodati nella parte centrale non visibile della corona turrita, scendenti svolazzanti in sbarra ed in banda dal punto predetto, passando dietro la parte superiore dello scudo: 1 M.A.V.M., 4 M.B.V.M. |
|        | 26º Battaglione bersaglieri "Castelfidardo" Inquartato: il primo, d'azzurro alla fascia d'argento caricata di un palo di rosso a due verghette d'azzurro (per la Guerra di Liberazione); il secondo, di rosso alla croce biforcata d'argento (di Rodi); il terzo, di rosso al castello d'oro merlato alla guelfa e torricellato di tre pezzi aperto e finestrato del campo, fondato su una campagna di verde (di Castelfìdardo); il quarto, d'azzurro, al monte all'italiana di tre cime d'oro, sormontati da una fascia ridotta ondata dello stesso. Il tutto abbassato ad un capo d'oro col quartier franco di rosso caricato da un palo di nero (per la Campagna d'Albania) e attraversato da una sbarra d'azzurro filettata d'oro caricata di tre stelle dello stesso. Ornamenti esteriori: - lo scudo è sormontato dalla corona turrita degli Enti Militari - lista bifida d'oro, svolazzante, collocata sotto la punta dello scudo, incurvata con la concavità rivolta verso l'alto, riportante il motto, in lettere maiuscole di nero: "VIS, ANIMUS, IMPETUS" - onorificenza: accollata alla punta dello scudo con l'insegna pendente al centro del nastro con i colori della stessa, la croce di Cavaliere dell'Ordine militare d'Italia - nastri rappresentativi delle ricompense al Valore: annodati nella parte centrale non visibile della corona turrita, scendenti svolazzanti in sbarra ed in banda dal punto predetto, passando dietro la parte superiore dello scudo: 1 M.O.V.M., 1 M.A.V.M., 3 M.B.V.M., 1 M.A.V.E. |
|        | 28º Battaglione bersaglieri "Oslavia" D'oro, alla banda di porpora, caricata di quattro bisanti del primo, caricato in capo da un cordoncino con fiocco per polvere da sparo di verde, posto ai lati dello scudo e legato ad uno scudetto ancile d'azzurro, caricato da un silfio reciso d'oro di Cirenaica; in punta, da due sciabole d'azzurro, incrociate, una lama ricurva austriaca e una lama diritta italiana, attraversante, le punte verso l'insù e all'infuori (per Custoza), sormontate da una stella dello stesso. Ornamenti esteriori: - lo scudo è sormontato dalla corona turrita degli Enti Militari - lista bifida d'oro, svolazzante, collocata sotto la punta dello scudo, incurvata con la concavità rivolta verso l'alto, riportante il motto, in lettere maiuscole di nero: "INVICTE, ACRITER, CELERRIME" - onorificenza: accollata alla punta dello scudo con l'insegna pendente al centro del nastro con i colori della stessa, la croce di Cavaliere dell'Ordine militare d'Italia - nastri rappresentativi delle ricompense al Valore: annodati nella parte centrale non visibile della corona turrita, scendenti svolazzanti in sbarra ed in banda dal punto predetto, passando dietro la parte superiore dello scudo: 2 M.B.V.M. |

## Alpini
| Stemma | Unità e blasonatura |
|        | 1º Reggimento alpini - |
|        | 2º Reggimento alpini (Reggimento Centro Addestramento Reclute CAR Battaglione Addestramento Reclute (BAR) "Cuneense" 1º Battaglione alpini "Mondovì" Battaglione alpini "Saluzzo") Inquartato: nel primo, d'azzurro, al tridente bizantino d'Ucraina d'oro; nel secondo, di verde, al monte all'italiana di sei colli, 1, 2, 3, sostenuto dalla linea di partizione, d'oro; nel terzo, di rosso, al leone etiopico di Giuda d'oro coronato, passante, tenente nella branca destra una croce copta dello stesso, caricata del Cristo d'argento (per la Campagna d'Etiopia); nel quarto, di nero, all'elmo di Scanderbeg d'oro, posto in sbarra (per la Campagna d'Albania). Il tutto sotto il capo d'oro. Ornamenti esteriori: - lo scudo è sormontato dalla corona turrita degli Enti Militari - lista bifida d'oro, svolazzante, collocata sotto la punta dello scudo, incurvata con la concavità rivolta verso l'alto, riportante il motto, in lettere maiuscole di nero: "VIGILANTES" - onorificenza: accollata alla punta dello scudo con l'insegna pendente al centro del nastro con i colori della stessa, la croce di Cavaliere dell'Ordine militare d'Italia - nastri rappresentativi delle ricompense al Valore: annodati nella parte centrale non visibile della corona turrita, scendenti svolazzanti in sbarra ed in banda dal punto predetto, passando dietro la parte superiore dello scudo: 1 M.O.V.M., 4 M.A.V.M., 1 M.B.V.M., 1 M.B.V.C. |
|        | 3º Reggimento alpini (Battaglione alpini "Susa") Inquartato: il primo, d'azzurro al monte al naturale (M. Nero); il secondo, d'azzurro alla fascia d'argento caricata in palo di rosso a due verghette d'azzurro (per la Guerra di Liberazione); il terzo, d'azzurro a quattro fasce d'argento (per la Campagna di Grecia); il quarto, controinquartato: a) e d) d'azzurro alla palma al naturale fruttata di due d'oro, fondata su una campagna di verde (di Tripolitania); b) e c) di rosso al leone etiopico di Giuda d'oro coronato, passante, tenente nella branca destra una croce copta dello stesso, caricata del Cristo d'argento (per la Campagna d'Etiopia). Ornamenti esteriori: - lo scudo è sormontato dalla corona turrita degli Enti Militari - lista bifida d'oro, svolazzante, collocata sotto la punta dello scudo, incurvata con la concavità rivolta verso l'alto, riportante il motto, in lettere maiuscole di nero: "ALTIUS TENDO" - onorificenza: accollata alla punta dello scudo con l'insegna pendente al centro del nastro con i colori della stessa, la croce di Cavaliere dell'Ordine militare d'Italia - nastri rappresentativi delle ricompense al Valore: annodati nella parte centrale non visibile della corona turrita, scendenti svolazzanti in sbarra ed in banda dal punto predetto, passando dietro la parte superiore dello scudo: 3 M.A.V.M., 2 M.B.V.M., 1 C.M.d.G., 1 M.B.V.E. |
|        | 4º Reggimento alpini paracadutisti (4º Reggimento alpini Compagnia alpini paracadutisti Compagnia alpini paracadutisti "Monte Cervino" Battaglione alpini paracadutisti "Monte Cervino") Partito di due e troncato di uno: nel primo, d'azzurro al toro furioso difeso d'argento (per Torino), accompagnato in capo da una stella dello stesso; nel secondo, di rosso al palo cucito di nero caricato dell'elmo di Scanderbeg d'oro, posto in sbarra (per la Campagna d'Albania), accompagnato in capo da due stelle, a destra d'argento, a sinistra d'azzurro; nel terzo, d'azzurro, alla fascia d'argento caricata di un palo di rosso a due verghette d'azzurro, accompagnata in capo da una stella del secondo (per la Guerra di Liberazione); nel quarto, d'argento a due fasce d'azzurro, la prima caricata da una stella del primo; nel quinto, d'azzurro al monte all'italiana di sei cime d'oro, 1, 2, 3, uscenti dalla punta e sormontate da cinque stelle d'argento, poste in arco; nel sesto, d'argento alla banda in divisa d'azzurro attraversata da un leone di rosso tenente nella branca destra una croce del Calvario d'oro caricata del Cristo d'argento (per l'Abissinia). Il tutto abbassato al capo d'oro con quartier franco partito: a) d'azzurro a due monti nevosi al naturale sormontati da una stella d'oro; b) d'azzurro al tridente bizantino di Ucraina d'oro. Ornamenti esteriori: - lo scudo è sormontato dalla corona turrita degli Enti Militari - lista bifida d'oro, svolazzante, collocata sotto la punta dello scudo, incurvata con la concavità rivolta verso l'alto, riportante il motto, in lettere maiuscole di nero: "IN ADVERSA ULTRA ADVERSA" - onorificenza: accollata alla punta dello scudo con l'insegna pendente al centro del nastro con i colori della stessa, la croce di Cavaliere dell'Ordine militare d'Italia (2 conferimenti) - nastri rappresentativi delle ricompense al Valore: annodati nella parte centrale non visibile della corona turrita, scendenti svolazzanti in sbarra ed in banda dal punto predetto, passando dietro la parte superiore dello scudo: 2 M.O.V.M., 9 M.A.V.M., 1 M.B.V.M., 1 M.A.V.C. |
|        | 5º Reggimento alpini (Battaglione alpini "Morbegno") D'azzurro, al capriolo d'oro accompagnato in capo da due silfi recisi di Cirenaica dello stesso e in punta ad un monte all'italiana di tre cime d'argento, 2-1. Il tutto abbassato al capo d'oro con quartier franco partito: a) d'azzurro al tridente bizantino d'Ucraina d'oro; b) d'azzurro a due fasce d'argento (per la Campagna di Grecia). Ornamenti esteriori: - lo scudo è sormontato dalla corona turrita degli Enti Militari - lista bifida: d'oro, svolazzante, collocata sotto la punta dello scudo, incurvata con la concavità rivolta verso l'alto, riportante il motto, in lettere maiuscole di nero: "NEC VIDEAR DUM SIM" - onorificenza: accollata alla punta dello scudo con l'insegna pendente al centro del nastro con i colori della stessa, la croce di Cavaliere dell'Ordine militare d'Italia - nastri rappresentativi delle ricompense al Valore: annodati nella parte centrale non visibile della corona turrita, scendenti svolazzanti in sbarra ed in banda dal punto predetto, passando dietro la parte superiore dello scudo: 2 M.O.V.M., 1 M.A.V.M, 1 M.B.V.M. |
|        | 6º Reggimento alpini D'argento, allo scaglione d'azzurro, accompagnato in punta da un monte all'italiana di tre cime, al naturale, 1, 2, aventi murati sui due di base ciascuno uno scudetto, a destra d'argento alla croce d'azzurro (di Conegliano), a sinistra, d'azzurro alla croce d'oro (di Brunico). II tutto abbassato al capo d'oro, con il quartier franco d'azzurro al tridente bizantino d'Ucraina d'oro. Ornamenti esteriori: - lo scudo è sormontato dalla corona turrita degli Enti Militari - lista bifida d'oro, svolazzante, collocata sotto la punta dello scudo, incurvata con la concavità rivolta verso l'alto, riportante il motto, in lettere maiuscole di nero: "PIÙ SALGO PIÙ VALGO" - onorificenza: accollata alla punta dello scudo con l'insegna pendente al centro del nastro con i colori della stessa, la croce di Cavaliere dell'Ordine militare d'Italia - nastri rappresentativi delle ricompense al Valore: annodati nella parte centrale non visibile della corona turrita, scendenti svolazzanti in sbarra ed in banda dal punto predetto, passando dietro la parte superiore dello scudo: 1 M.O.V.M., 5 M.A.V.M., 1 M.B.V.M. |
|        | 7º Reggimento alpini Inquartato in croce di Sant'Andrea; nel primo, di rosso al palo di nero caricato in cuore dell'elmo di Scanderbeg d'oro, posto in sbarra (per la Campagna d'Albania); nel secondo, d'argento alla banda in divisa d'azzurro attraversata da un leone di rosso tenente nella branca destra la croce del Calvario d'oro caricata del Cristo d'argento (per la Campagna d'Abissinia); nel terzo, d'azzurro a quattro fasce d'argento (per la Campagna di Grecia); nel 4º d'azzurro, al monte all'italiana di sei cime, 1, 2, 3, d'argento. Ornamenti esteriori: - lo scudo è sormontato dalla corona turrita degli Enti Militari - lista bifida d'oro, svolazzante, collocata sotto la punta dello scudo, incurvata con la concavità rivolta verso l'alto, riportante il motto, in lettere maiuscole di nero: "AD EXCELSA TENDO" - onorificenza: accollata alla punta dello scudo con l'insegna pendente al centro del nastro con i colori della stessa, la croce di Cavaliere dell'Ordine militare d'Italia (2 conferimenti) - nastri rappresentativi delle ricompense al Valore: annodati nella parte centrale non visibile della corona turrita, scendenti svolazzanti in sbarra ed in banda dal punto predetto, passando dietro la parte superiore dello scudo: 5 M.A.V.M., 2 M.B.V.M., 1 M.O.V.C. |
|        | 8º Reggimento alpini D'azzurro, alla catena di monti al naturale, di tre cime avanzate, accompagnate da una stella d'oro raggiante nel cielo, la catena fondata su una campagna di verde. Il tutto abbassato al capo d'oro, al quartier franco d'azzurro, tagliato: a) fasciato d'azzurro e d'argento (per la Campagna di Grecia); b) al tridente bizantino d'Ucraina d'oro. Ornamenti esteriori: - lo scudo è sormontato dalla corona turrita degli Enti Militari - lista bifida: d'oro, svolazzante, collocata sotto la punta dello scudo, incurvata con la concavità rivolta verso l'alto, riportante il motto, in lettere maiuscole di nero: "O LA'.....O ROMPI" - onorificenza: accollata alla punta dello scudo con l'insegna pendente al centro del nastro con i colori della stessa, la croce di Cavaliere dell'Ordine militare d'Italia - nastri rappresentativi delle ricompense al Valore: annodati nella parte centrale non visibile della corona turrita, scendenti svolazzanti in sbarra ed in banda dal punto predetto, passando dietro la parte superiore dello scudo: 2 M.O.V.M., 1 M.A.V.M., 1 M.A.V.E., 1 M.B.V.E. |
|        | 9º Reggimento alpini (Battaglione alpini "Abruzzi" Battaglione alpini "L'Aquila") Inquartato: il primo, d'azzurro al castello con cortina torricellato di tre, merlato alla guelfa, murato, aperto e finestrate di nero su un terrazzo di verde (di Gorizia); il secondo, di rosso alla croce d'argento (di Vicenza); il terzo, di rosso al palo di nero caricato in cuore dall'elmo di Scanderbeg d'oro, posto in sbarra (per la Campagna d'Albania); il quarto, d'azzurro ai monti al naturale fondati su una campagna di verde attraversata da un fiume sinuoso d'azzurro. Il tutto abbassato ad un capo d'oro col quartier franco partito d'azzurro: a) al tridente d'Ucraina d'oro; b) a due fasce d'argento (per la Campagna di Grecia). Ornamenti esteriori: - lo scudo è sormontato dalla corona turrita degli Enti Militari - lista bifida d'oro, svolazzante, collocata sotto la punta dello scudo, incurvata con la concavità rivolta verso l'alto, riportante il motto, in lettere maiuscole di nero: "AD ARDUA SUPER ALPES PATRIA VOCAT" - onorificenza: accollata alla punta dello scudo con l'insegna pendente al centro del nastro con i colori della stessa, la croce di Cavaliere dell'Ordine militare d'Italia (2 conferimenti) - nastri rappresentativi delle ricompense al Valore: annodati nella parte centrale non visibile della corona turrita, scendenti svolazzanti in sbarra ed in banda dal punto predetto, passando dietro la parte superiore dello scudo: 2 M.O.V.M., 4 M.A.V.M., 2 M.B.V.E. |
|        | 11º Reggimento alpini (Battaglione alpini "Trento") Inquartato: il primo e il quarto, d'argento, all'aquila di nero, con le ali legate a trifoglio, d'oro, rostrata e armata dello stesso, allumata e linguata di rosso, il petto caricato da tre fìammelle, dello stesso, poste 2, 1 (di Trento); il secondo, di rosso, al leone etiopico di Giuda d'oro coronato, passante, tenente nella branca destra una croce copta dello stesso, caricata del Cristo d'argento (per la Campagna d'Etiopia); il terzo, contro-inquartato: a) e d) scaccato di rosso e di nero (per la Campagna d'Albania); b) e c) d'azzurro a due fasce d'argento (per la Campagna di Grecia). Ornamenti esteriori: - lo scudo è sormontato dalla corona turrita degli Enti Militari - lista bifida d'oro, svolazzante, collocata sotto la punta dello scudo, incurvata con la concavità rivolta verso l'alto, riportante il motto, in lettere maiuscole di nero: "AUDACEMENTE ASCENDERE" - onorificenza: accollata alla punta dello scudo con l'insegna pendente al centro del nastro con i colori della stessa, la croce di Cavaliere dell'Ordine militare d'Italia - nastri rappresentativi delle ricompense al Valore: annodati nella parte centrale non visibile della corona turrita, scendenti svolazzanti in sbarra ed in banda dal punto predetto, passando dietro la parte superiore dello scudo: 2 M.A.V.M., 2 M.B.V.M. |
|        | 12º Reggimento alpini Troncato, semipartito: il primo, d'argento, caricato in cuore da uno scudetto partito, a) d'azzurro, all'abete al naturale radicato su una campagna di verde, incatenato a due torri quadrate d'argento, a due piani merlati alla ghibellina, aperte e finestrate di nero (di Pieve di Cadore); b) d'oro, alla fascia d'azzurro caricata di una stella del primo; il secondo, troncato di rosso e di nero all'elmo di Scanderbeg d'oro, posto in sbarra (per la Campagna d'Albania); nel terzo, troncato d'azzurro e di verde, al leone passante d'oro sulla troncatura, tenente nella branca anteriore destra una spada dell'ultimo, posta in palo, la punta all'insù. Il tutto innestato in punta, d'azzurro, al monte all'italiana di tre cime d'argento, 1, 2. Ornamenti esteriori: - lo scudo è sormontato dalla corona turrita degli Enti Militari - lista bifida d'oro, svolazzante, collocata sotto la punta dello scudo, incurvata con la concavità rivolta verso l'alto, riportante il motto, in lettere maiuscole di nero: "PER L'ONOR DEL BATAION" - onorificenza: accollata alla punta dello scudo con l'insegna pendente al centro del nastro con i colori della stessa, la croce di Cavaliere dell'Ordine militare d'Italia - nastri rappresentativi delle ricompense al Valore: annodati nella parte centrale non visibile della corona turrita, scendenti svolazzanti in sbarra ed in banda dal punto predetto, passando dietro la parte superiore dello scudo: 1 M.A.V.M., 1 M.O.V.C. |
|        | 14º Reggimento alpini Inquartato d'azzurro: il primo, alla croce d'argento bordata di rosso; il secondo, alla palma di verde, fruttata di due d'oro, radicata su una campagna di verde e sormontata da due stelle d'argento (per la Tripolitania); nel terzo, alla torre al naturale, murata, aperta e finestrata di 4 di nero e cimata da un'aquila d'argento; nel quarto, al monte all'italiana di tre cime d'argento, 1, 2, sormontato da una stella dello stesso. Il tutto abbassato da un capo d'oro caricato da un quartier franco d'azzurro, tagliato: a) al tridente bizantino d'Ucraina d'oro; b) a due fasce d'argento (per la Campagna di Grecia). Ornamenti esteriori: - lo scudo è sormontato dalla corona turrita degli Enti Militari - lista bifida d'oro, svolazzante, collocata sotto la punta dello scudo, incurvata con la concavità rivolta verso l'alto, riportante il motto, in lettere maiuscole di nero: "O LA' O ROMPI" - onorificenza: accollata alla punta dello scudo con l'insegna pendente al centro del nastro con i colori della stessa, la croce di Cavaliere dell'Ordine militare d'Italia - nastri rappresentativi delle ricompense al Valore: annodati nella parte centrale non visibile della corona turrita, scendenti svolazzanti in sbarra ed in banda dal punto predetto, passando dietro la parte superiore dello scudo: 2 M.O.V.M., 3 M.A.V.M., 2 M.A.V.E. |
|        | 15º Reggimento alpini D'azzurro, caricato in cuore da uno scudetto di rosso alla fascia d'argento; uscente dalla punta, un monte all'italiana di tre cime d'argento, 1, 2. Il tutto abbassato ad un capo d'oro al quartier franco d'azzurro tagliato: a) al tridente bizantino d'Ucraina d'oro; b) a due fasce d'argento (per la Campagna di Grecia). Ornamenti esteriori: - lo scudo è sormontato dalla corona turrita degli Enti Militari - lista bifida d'oro, svolazzante, collocata sotto la punta dello scudo, incurvata con la concavità rivolta verso l'alto, riportante il motto, in lettere maiuscole di nero: "FUARCE CIVIDAT" - onorificenza: accollata alla punta dello scudo con l'insegna pendente al centro del nastro con i colori della stessa, la croce di Cavaliere dell'Ordine militare d'Italia - nastri rappresentativi delle ricompense al Valore: annodati nella parte centrale non visibile della corona turrita, scendenti svolazzanti in sbarra ed in banda dal punto predetto, passando dietro la parte superiore dello scudo: 2 M.O.V.M., 1 M.B.V.M., 1 M.A.V.E. |
|        | 16º Reggimento alpini Partito: nel primo, d'azzurro alla croce d'oro, col braccio superiore alzato accantonato da due draghi alati, affrontati, di rosso (di Belluno); nel secondo, di rosso al palo di nero caricato dell'elmo di Scanderbeg d'oro, posto in sbarra (per la Campagna d'Albania). Ornamenti esteriori: - lo scudo è sormontato dalla corona turrita degli Enti Militari - lista bifida d'oro, svolazzante, collocata sotto la punta dello scudo, incurvata con la concavità rivolta verso l'alto, riportante il motto, in lettere maiuscole di nero: "SUNT RUPES VIRTUTIS ITER" - onorificenza: accollata alla punta dello scudo con l'insegna pendente al centro del nastro con i colori della stessa, la croce di Cavaliere dell'Ordine militare d'Italia - nastri rappresentativi delle ricompense al Valore: annodati nella parte centrale non visibile della corona turrita, scendenti svolazzanti in sbarra ed in banda dal punto predetto, passando dietro la parte superiore dello scudo: 1 M.A.V.M., 1 M.O.V.C. |
|        | 18º Reggimento alpini (Battaglione alpini "Edolo") Inquartato: il primo, di rosso alla torre rotonda al naturale, aperta di nero e accollata a due spade d'argento, manicate d'oro in Croce di S. Andrea con le punte rivolte in alto (di Edolo); il secondo, d'azzurro all'aquila dal volo spiegato d'oro, tenente con gli artigli un cervo al naturale fermo su di un colle di verde (di Breno); il terzo, d'azzurro alla palma al naturale fruttata di due d'oro, radicata su una campagna di verde (di Tripolitania); il quarto, di rosso al monte al naturale di due cime d'argento. Il tutto abbassato ad un capo d'oro col quartier franco partito d'azzurro: a) al tridente bizantino d'Ucraina d'oro; b) a due fasce d'argento (per la Campagna di Grecia). Ornamenti esteriori: - lo scudo è sormontato dalla corona turrita degli Enti Militari - lista bifida d'oro, svolazzante, collocata sotto la punta dello scudo, incurvata con la concavità rivolta verso l'alto, riportante il motto, in lettere maiuscole di nero: "DÙR PER DURA" - onorificenza: accollata alla punta dello scudo con l'insegna pendente al centro del nastro con i colori della stessa, la croce di Cavaliere dell'Ordine militare d'Italia - nastri rappresentativi delle ricompense al Valore: annodati nella parte centrale non visibile della corona turrita, scendenti svolazzanti in sbarra ed in banda dal punto predetto, passando dietro la parte superiore dello scudo: 2 M.O.V.M., 1 M.A.V.M. |
|        | Battaglione alpini "Mondovì" Inquartato: il primo, d'azzurro al monte al naturale (M. Ortigara), sormontato da tre stelle d'argento; il secondo, controinquartato: a) e d) d'azzurro alla palma al naturale, fruttata di due d'oro, fondata su una campagna di verde (di Tripolitania); b) e c) di rosso, al leone etiopico di Giuda d'oro coronato, passante, tenente nella branca destra una croce copta dello stesso, caricata del Cristo d'argento (per la Campagna d'Etiopia); il terzo, partito di rosso e di nero caricato dell'elmo di Scanderbeg d'oro, posto in sbarra (per la Campagna d'Albania); il quarto, di rosso alla croce d'argento, sulla punta un monte di verde di tre cime (di Mondovì). Il tutto abbassato al capo d'oro, con il quartier franco d'azzurro caricato dal tridente bizantino d'oro di Ucraina. Ornamenti esteriori: - lo scudo è sormontato dalla corona turrita degli Enti Militari - lista bifida d'oro, svolazzante, collocata sotto la punta dello scudo, incurvata con la concavità rivolta verso l'alto, riportante il motto, in lettere maiuscole di nero: "NEC DESCENDERE NEC MORARI" - onorificenza: accollata alla punta dello scudo con l'insegna pendente al centro del nastro con i colori della stessa, la croce di Cavaliere dell'Ordine militare d'Italia - nastri rappresentativi delle ricompense al Valore: annodati nella parte centrale non visibile della corona turrita, scendenti svolazzanti in sbarra ed in banda dal punto predetto, passando dietro la parte superiore dello scudo: 1 M.O.V.M., 5 M.A.V.M., 1 M.B.V.M. |
|        | Battaglione alpini "Tirano" Partito: nel primo, contro partito d'argento e di rosso al castello al naturale, turrito di tre pezzi, aperto e finestrato del campo, sormontato da un'aquila di nero, rostrata e coronata d'oro, linguata di rosso (di Tirano); nel secondo, d'azzurro, al monte all'italiana di tre cime d'argento uscente dalla punta, 1, 2. Il tutto abbassato ad un capo d'oro col quartier franco partito d'azzurro; a) al tridente bizantino d'Ucraina d'oro; b) a due fasce d'argento (per la Campagna di Grecia). Ornamenti esteriori: - lo scudo è sormontato dalla corona turrita degli Enti Militari - lista bifida: d'oro, svolazzante, collocata sotto la punta dello scudo, incurvata con la concavità rivolta verso l'alto, riportante il motto, in lettere maiuscole di nero: "MAI TARDI!" - onorificenza: accollata alla punta dello scudo con l'insegna pendente al centro del nastro con i colori della stessa, la croce di Cavaliere dell'Ordine militare d'Italia - nastri rappresentativi delle ricompense al Valore: annodati nella parte centrale non visibile della corona turrita, scendenti svolazzanti in sbarra ed in banda dal punto predetto, passando dietro la parte superiore dello scudo: 2 M.O.V.M., 1 M.B.V.C. |
|        | Battaglione alpini "L'Aquila" Inquartato; nel primo e nel quarto, d'argento all'aquila di nero dal volo abbassato, coronata, rostrata, linguata e armata d'oro, accostata dalla scritta, in lettere maiuscole di nero, P.H.S., in capo (dell'Aquila); nel secondo e nel terzo, d'azzurro, alla fascia d'argento ad un palo di rosso caricato di due verghette d'azzurro (per la Guerra di Liberazione). Il tutto abbassato al capo d'oro dal quartier franco tagliato d'azzurro: a) al tridente bizantino d'oro d'Ucraina; b) a due fasce d'argento (per la Campagna di Grecia). Ornamenti esteriori: - lo scudo è sormontato dalla corona turrita degli Enti Militari - lista bifida d'oro, svolazzante, collocata sotto la punta dello scudo, incurvata con la concavità rivolta verso l'alto, riportante il motto, in lettere maiuscole di nero: "D'AQUILA PENNE, UGNE DI LEONESSA" - onorificenza: accollata alla punta dello scudo con l'insegna pendente al centro del nastro con i colori della stessa, la croce di Cavaliere dell'Ordine militare d'Italia - nastri rappresentativi delle ricompense al Valore: annodati nella parte centrale non visibile della corona turrita, scendenti svolazzanti in sbarra ed in banda dal punto predetto, passando dietro la parte superiore dello scudo: 2 M.O.V.M., 2 M.A.V.M., 1 M.B.V.E. |
|        | Battaglione alpini "Val Brenta" (21º Raggruppamento alpini d'arresto) Troncato, dentato d'argento e d'azzurro, al monte al naturale, fondato in punta. Ornamenti esteriori: - lo scudo è sormontato dalla corona turrita degli Enti Militari - lista bifida d'oro, svolazzante, collocata sotto la punta dello scudo, incurvata con la concavità rivolta verso l'alto, riportante il motto, in lettere maiuscole di nero: "VIGILE E SALDO" - onorificenza: accollata alla punta dello scudo con l'insegna pendente al centro del nastro con i colori della stessa, la croce di Cavaliere dell'Ordine militare d'Italia - nastro rappresentativo della ricompensa al Valore: annodato nella parte centrale non visibile della corona turrita, scendente svolazzante in sbarra ed in banda dal punto predetto, passando dietro la parte superiore dello scudo: 1 M.A.V.M. |
|        | Battaglione alpini "Val Chiese" (22º Raggruppamento alpini d'arresto) D'azzurro, allo scudetto in punto d'onore d'argento, al leone d'azzurro, armate, lampassato e codato di rosso (di Brescia), al monte all'italiana di tre cime, d'argento, 1, 2, fondato in punta. Il tutto abbassato al capo d'oro dal quartier franco d'azzurro al tridente bizantino d'oro d'Ucraina. Ornamenti esteriori: - lo scudo è sormontato dalla corona turrita degli Enti Militari - lista bifida d'oro, svolazzante, collocata sotto la punta dello scudo, incurvata con la concavità rivolta verso l'alto, riportante il motto, in lettere maiuscole di nero: "SOTA LA CENER BRASE" - onorificenza: accollata alla punta dello scudo con l'insegna pendente al centro del nastro con i colori della stessa, la croce di Cavaliere dell'Ordine militare d'Italia - nastro rappresentativo della ricompensa al Valore: annodato nella parte centrale non visibile della corona turrita, scendente svolazzante in sbarra ed in banda dal punto predetto, passando dietro la parte superiore dello scudo: 1 M.O.V.M. |
|        | Battaglione alpini "Val Tagliamento" (11º Raggruppamento alpini d'arresto) Partito: nel primo, di verde, alla daga romana d'argento, manicata d'oro, con la scritta in lettere maiuscole di nero, "Italia", sulla guardia, attraversata da una fascia d'argento; nel secondo, d'argento a due pali d'azzurro, caricati in capo da due stelle del primo. Innestato in punta d'oro, al monte all'italiana di cinque cime di verde, 1, 2, 3, fondato in punta. Ornamenti esteriori: - lo scudo è sormontato dalla corona turrita degli Enti Militari - lista bifida d'oro, svolazzante, collocata sotto la punta dello scudo, incurvata con la concavità rivolta verso l'alto, riportante il motto, in lettere maiuscole di nero: "SIN SIMPRI CHEI" - onorificenza: accollata alla punta dello scudo con l'insegna pendente al centro del nastro con i colori della stessa, la croce di Cavaliere dell'Ordine militare d'Italia - nastri rappresentativi delle ricompense al Valore: annodati nella parte centrale non visibile della corona turrita, scendenti svolazzanti in sbarra ed in banda dal punto predetto, passando dietro la parte superiore dello scudo: 4 M.A.V.M., 1 M.B.V.M., 1 M.B.V.E. |

## Paracadutisti
| Stemma | Unità e blasonatura |
|        | 9º Reggimento d'assalto paracadutisti "Col Moschin" (Compagnia sabotatori paracadutisti Reparto sabotatori paracadutisti Battaglione sabotatori paracadutisti 9º Battaglione d'assalto paracadutisti "Col Moschin") Inquartato: nel primo, di rosso al gladio romano d'argento, posto in palo, la punta all'insù; nel secondo, d'azzurro al monte (M. Pertica) al naturale; nel terzo, d'azzurro al silfio reciso d'oro di Cirenaica; nel quarto, d'azzurro alla fascia d'argento caricata da un palo di rosso caricato di due verghette d'azzurro (per la Guerra di Liberazione). Ornamenti esteriori: - lo scudo è sormontato dalla corona turrita degli Enti Militari - lista bifida d'oro, svolazzante, collocata sotto la punta dello scudo, incurvata con la concavità rivolta verso l'alto, riportante il motto, in lettere maiuscole di nero: "DELLA FOLGORE L'IMPETO" - onorificenza: accollata alla punta dello scudo con l'insegna pendente al centro del nastro con i colori della stessa, la croce di Cavaliere dell'Ordine militare d'Italia (3 concessioni) - nastri rappresentativi delle ricompense al Valore: annodati nella parte centrale non visibile della corona turrita, scendenti svolazzanti in sbarra ed in banda dal punto predetto, passando dietro la parte superiore dello scudo: 3 M.A.V.M., 1 M.O.V.E., 1 M.A.V.E. |
|        | 183º Reggimento paracadutisti "Nembo" (183º Reggimento fanteria "Nembo" 183º Battaglione fanteria "Nembo" 183º Battaglione paracadutisti "Nembo") Troncato: il primo, di nero alla banda nebulosa d'argento, attraversato dalla folgore d'oro posta in sbarra; il secondo, d'azzurro alla croce d'oro accantonata nei primi due quartieri da due draghi alati affrontati di rosso (di Belluno). Sulla troncatura una fascia d'azzurro caricata da una stella d'argento e da sei verghette laterale di rosso, 3, 3. Ornamenti esteriori: - lo scudo è sormontato dalla corona turrita degli Enti Militari - lista bifida d'oro, svolazzante, collocata sotto la punta dello scudo, incurvata con la concavità rivolta verso l'alto, riportante il motto, in lettere maiuscole di nero: "... E PER RINCALZO IL CUORE" - nastri rappresentativi delle ricompense al Valore: annodati nella parte centrale non visibile della corona turrita, scendenti svolazzanti in sbarra ed in banda dal punto predetto, passando dietro la parte superiore dello scudo: 1 M.A.V.M., 1 M.B.V.M., (1 C.d.G.V.M., erroneamente rappresentata con il nastro della M.V.E.) 1 M.A.V.E., 1 M.B.V.E., 1 M.A.V.C. |
|        | 186º Reggimento paracadutisti "Folgore" (2º Reggimento paracadutisti 186º Reggimento fanteria "Folgore" V Battaglione del 1º Reggimento paracadutisti 5º Battaglione paracadutisti "El Alamein") Inquartato: nel primo, di rosso alla croce scorciata patente e pomata d'argento (di Pisa); nel secondo e nel terzo, d'azzurro alla folgore d'oro attraversante in sbarra; nel quarto, di rosso alla fortezza torricellata di due, d'argento, la torre di destra cimata di una bandiera bifida dello stesso, svolazzante a sinistra caricata dalla legenda "Fides" in caratteri maiuscoli di nero, la torre movente da un mare d'azzurro ondato d'argento (di Livorno). Il tutto abbassato al capo d'oro, con il quartier franco d'azzurro al silfio reciso d'oro di Cirenaica. Ornamenti esteriori: - lo scudo è sormontato dalla corona turrita degli Enti Militari - lista bifida d'oro, svolazzante, collocata sotto la punta dello scudo, incurvata con la concavità rivolta verso l'alto, riportante il motto, in lettere maiuscole di nero: "IMPETO E ARDIRE" - onorificenza: accollata alla punta dello scudo con l'insegna pendente al centro del nastro con i colori della stessa, la croce di Cavaliere dell'Ordine militare d'Italia - nastro rappresentativo della ricompensa al Valore: annodato nella parte centrale non visibile della corona turrita, scendente svolazzante in sbarra dal punto predetto, passando dietro la parte superiore dello scudo: 1 M.O.V.M., 2 M.A.V.E. |
|        | 187º Reggimento paracadutisti "Folgore" (I Battaglione paracadutisti II Battaglione paracadutisti 1º Reggimento paracadutisti 187º Reggimento paracadutisti, Divisione "Folgore" II Battaglione paracadutisti "Tarquinia", 1º Reggimento paracadutisti II Battaglione paracadutisti "Tarquinia" (autonomo) Inquartato; nel primo, di rosso alla croce d'argento caricata in palo e in fascia di un corniolo al naturale radicato, fogliato e fruttato di rosso (di Tarquinia); nel secondo, d'azzurro alla folgore d'oro attraversante in sbarra; nel terzo, d'azzurro a quattro fasce d'argento (per la Campagna di Grecia); nel quarto, di rosso alla fortezza torricellata di due, d'argento, la torre di destra cimata di una bandiera bifida dello stesso, svolazzante a sinistra caricata dalla legenda "Fides" in caratteri maiuscoli di nero, la torre movente da un mare d'azzurro ondato d'argento (di Livorno). Il tutto abbassato al capo d'oro, con il quartier franco d'azzurro al silfio reciso d'oro di Cirenaica. Ornamenti esteriori: - lo scudo è sormontato dalla corona turrita degli Enti Militari - lista bifida d'oro, svolazzante, collocata sotto la punta dello scudo, incurvata con la concavità rivolta verso l'alto, riportante il motto, in lettere maiuscole di nero: "DI FULGIDA GLORIA VIGILE SCOLTA" - onorificenza: accollata alla punta dello scudo con l'insegna pendente al centro del nastro con i colori della stessa, la croce di Cavaliere dell'Ordine militare d'Italia - nastro rappresentativo della ricompensa al Valore: annodato nella parte centrale non visibile della corona turrita, scendente svolazzante in sbarra dal punto predetto, passando dietro la parte superiore dello scudo: 1 M.O.V.M., 2 M.A.V.E. (erroneamente rappresentate 3) |
|        | 3º Battaglione addestramento aviolancio "Poggio Rusco" (1º Reggimento paracadutisti 185º Reggimento fanteria "Nembo") Inquartato; nel primo, d'azzurro, al leone leopardito d'oro coronato dello stesso accollato ad una palma al naturale fruttata di rosso e sostenente con la branca destra un'asta di verde, banderuolata di rosso, alla croce d'argento, caricata da quattro chiavi dello stesso, svolazzante a sinistra, con le estremità bifide (di Viterbo); nel secondo, d'azzurro alla folgore d'oro in sbarra; nel terzo, d'azzurro alla nebulosa d'argento in sbarra; nel quarto, partito: a) d'argento alla croce di rosso col braccio superiore accantonato a destra dal busto di Virgilio al naturale posto in meastà (di Mantova); b) di rosso alla croce scorciata patente e pomata d'argento (di Pisa). Ornamenti esteriori: - lo scudo è sormontato dalla corona turrita degli Enti Militari - lista bifida d'oro, svolazzante, collocata sotto la punta dello scudo, incurvata con la concavità rivolta verso l'alto, riportante il motto, in lettere maiuscole di nero: "COME FOLGORE". |

## Lagunari
| Stemma | Unità e blasonatura |
|        | Reggimento lagunari "Serenissima" (Settore Forze Lagunari (1951-1957, interforze) Raggruppamento Lagunare (1957-1964) Reggimento Lagunari "Serenissima" (1964-1975) Comando Lagunari "Truppe Anfibie" (1975-1992) 1º Battaglione Lagunari "Serenissima" (1975-1992) D'azzurro, alla muraglia merlata alla ghibellina accostata da due torri, quella di destra cimata della bandiera di porpora al leone di San Marco d'oro. Il tutto d'oro, murato di nero, nascente da un mare ondato d'argento e di verde. Ornamenti esteriori: - lo scudo è sormontato dalla corona turrita degli Enti Militari - lista bifida d'oro, svolazzante, collocata sotto la punta dello scudo, incurvata con la concavità rivolta verso l'alto, riportante il motto, in lettere maiuscole di nero: "COME LO SCOGLIO INFRANGO COME L'ONDA TRAVOLGO" - onorificenza: accollata alla punta dello scudo con l'insegna pendente al centro del nastro con i colori della stessa, la croce di Cavaliere dell'Ordine militare d'Italia - nastri rappresentativi delle ricompense al Valore: annodati nella parte centrale non visibile della corona turrita, scendenti svolazzanti in sbarra ed in banda dal punto predetto, passando dietro la parte superiore dello scudo: 1 M.O.V.E., 1 M.A.V.E. |
|        | Battaglione mezzi anfibi "Sile" (1975-1992) (Compagnia trasporti anfibi, Reggimento Lagunari "Serenissima" (1964-1975) - Ornamenti esteriori: - lo scudo è sormontato dalla corona turrita degli Enti Militari - lista bifida d'oro, svolazzante, collocata sotto la punta dello scudo, incurvata con la concavità rivolta verso l'alto, riportante il motto, in lettere maiuscole di nero: "TERRA MARIQUE SEMPER". |